# Link 16
Il Link 16 (noto anche come TADIL-J negli Stati Uniti d'America) è una rete sicura per lo scambio e la condivisione di dati tattici militari, utilizzata dalla NATO e dalle nazioni autorizzate dal MIDS International Program Office (IPO) (“Ufficio di programma internazionale del MIDS”).
Date le sue caratteristiche specifiche, fa parte della famiglia dei Tactical Data Link - TDL ("Data Link tattici"): tramite la rete Link 16 aerei militari, navi da guerra, sommergibili e forze di terra possono scambiarsi i dati del proprio quadro tattico e quindi condividere la situazione complessiva derivante, quasi in tempo reale. Il Link 16 è stato progettato per ottimizzare l'uso dell'architettura Joint Tactical Information Distribution System - JTIDS ("sistema unificato di distribuzione dell'informazione"): può trasportare almeno quattro volte le informazioni di sorveglianza della precedente rete Interim JTIDS Message Specification - IJMS ("specifica ad-interim dei messaggi JTIDS") e soddisfa completamente i requisiti per la funzionalità C2 ed il controllo degli aeromobili.
Il Link 16 supporta anche lo scambio di messaggi di testo e dati di immagini e fornisce due canali digitali sicuri per la voce (2,4 kbit/s e/o 16 kbit/s, in qualsiasi combinazione).

## Documenti di standardizzazione
Per motivi di interesse militare, fino al 2000 circa tutta la documentazione al riguardo era riservata e quindi non pubblicabile. Da allora è stata giudicata non più di rilevante interesse strategico e per alcuni documenti di specifica la classificazione è stata rimossa. Rimane invece in quelli che descrivono come il Link 16 viene implementato dalle varie piattaforme, perché fornirebbero un utilissimo indizio per dedurne le capacità operative e gli eventuali limiti.
- il Link 16 viene definito dal Dipartimento della Difesa degli Stati Uniti nel documento MIL-STD-6016.
- per la NATO, il Link 16 è definito come uno dei servizi digitali di JTIDS/MIDS. Il contenuto della messaggistica dei dati della Serie J ed il protocollo di trasmissione sono definiti dallo STANAG 5516, mentre la sua implementazione operativa è definita nel documento classificato ADatP-33[2] (un insieme di procedure per l'implementazione di una rete di collegamento dati tattici multi-link) e nel documento ADatP-16, proprio del Link 16[3].

## Storia
Il sistema era originariamente noto come Joint Tactical Information Distribution System (JTIDS) ed è stato sviluppato dagli Stati Uniti negli anni '70, principalmente per questi motivi:
- gli USA avevano avuto grossi problemi con le comunicazioni tattiche durante la guerra del Vietnam e volevano un sistema digitale più veloce con una maggiore capacità di dati e una maggiore resistenza alle contromisure elettroniche, ad esempio lo jamming.
- dovevano sostituire il precedente Link 11, perché era lento e piuttosto restrittivo sia nelle sue capacità che nella quantità di scambio di informazioni.

## Vantaggi operativi rispetto ai precedenti Data Link tattici
| Campo di utilizzo                            | Caratteristica del Link 16 |
| -------------------------------------------- | --- |
| Sicurezza                                    | Funzionalità di crittografia incorporate                                                                                       |
| Sopravvivenza                                | Sistema senza punti centrali (nodeless) in grado di continuare a funzionare, seppure in modo degradato, in condizioni critiche |
| Flessibilità                                 | Il sistema può essere adattato per lo scambio di molti tipi di informazioni                                                    |
| Resistenza al disturbo elettronico (jamming) | Impiego di tecniche di modulazione specializzate (TDMA)                                                                        |
| Capacità elevata                             | La rete è in grado di scambiare dati fino a 256 kb/s                                                                           |
| Rapidità nello scambio di informazioni       | Quasi in tempo reale: le informazioni di consapevolezza situazionale sono aggiornate ogni 12 secondi                           |

## Filosofia del posizionamento del Link 16 nella rete delle Forze Armate

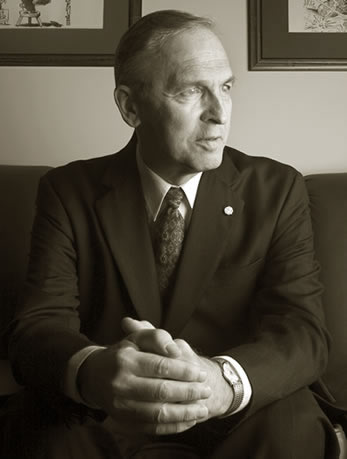
L'ammiraglio USA Arthur K. Cebrowski, teorico della Network-centric Warfare (NCW) o "guerra digitale".

Il Link 16 è, con il Link 22 ed il Link J-over-IP, uno dei tre TDL implementati dalle Joint Forces (“Forze congiunte”) utilizzando i dati (cioè il "vocabolario") della Serie J. Insieme agli altri due collegamenti tattici, il Link 16 partecipa alla Joint Data Network (“rete dati congiunti”).
Negli USA, i TDL della serie J (assemblati in una rete tattica multistrato che funziona come una singola rete logica) costituiscono il mezzo di riferimento per la trasmissione di dati tattici nella Global Information Grid (“griglia informativa globale”), un concetto sviluppato nel quadro della Network-centric Warfare (NCW).
Le funzioni delle piattaforme C2 sono completamente integrate nell'architettura C4ISR; questo alla fine dovrebbe tradursi nel raggruppamento dei tre terminali di comunicazione all'interno del Joint Tactical Radio System – JTRS (“sistema radio tattico congiunto”) del MIDS.
Negli Stati Uniti, il vecchio nome "TADIL-J" - "TActical Digital Information Link" (link digitale tattico per informazioni) è stato abbandonato a favore del termine NATO "Link 16".
Il Link 16 non è solo un miglioramento tecnico e semantico dei Data Link tattici preesistenti (Link 11, Link 4 ...), piuttosto è molto più l'applicazione a livello tattico del principio definito dall'ammiraglio Arthur K. Cebrowski sulla velocità di comando resa possibile da una superiorità nel campo dell'informazione.
L'opinione del vice ammiraglio sulla condizione necessaria per la partecipazione di una piattaforma operativa ad un teatro di operazioni è perfettamente sintetizzata in questa sua affermazione, fatta quando era Capo di Stato Maggiore delle Forze J6:
(Vice Admiral Arthur Cebrowski, USN, Joint Chief Of Staff, J6)
L'applicazione di questi principi implementata dal Link 16 è perfettamente descritta da Michael W. Kometer, tenente colonnello dell’USAF, nel suo libro Command in Air War: Centralized versus Decentralized Control of Combat Airpower (“comando nella guerra aerea: controllo centralizzato rispetto a decentrato delle forze di combattimento aeree”).
In Europa, sotto l'impulso delle forze britanniche, la NATO sta cercando di promuovere la nozione di Network Enabled Capability – NEC (“capacità promossa dalla rete”), che sottolinea il desiderio degli europei di mantenere gli umani al centro di sistemi complessi.

### Conseguenze a livello tattico
In estrema sintesi, il Link 16:
- è il mezzo indispensabile per l'identificazione come FRIEND ("amico") nel teatro delle operazioni;
- consente lo scambio di dati tattici tra tutti i livelli della catena di comando;
- consente un'estrema rapidità d’azione, resa possibile da una visione completa dell'immagine tattica condivisa da tutti gli attori sul campo.

La messa in servizio del Link 16 nelle Forze Armate consente l'applicazione di uno dei principi fondanti della Network-centric warfare - NCW (“guerra in rete”): "Comando centralizzato/Implementazione decentralizzata". Le problematiche da questo derivanti sono chiaramente esposte in un articolo del Canadian Military Journal.

### Cambio radicale nel combattimento aereo
Il combattimento aereo cambia totalmente con l'implementazione del Link 16 su piattaforme non-C2. Le conseguenze sono tali che un aereo da caccia non equipaggiato con il Link 16 ha ora un valore militare molto basso o addirittura nullo, se si trova di fronte un altro aereo dotato di un sistema TDL equivalente. Ciò è stato messo in evidenza dal National Defence Research Institute – NSDI (“istituto nazionale di ricerca sulla difesa”) della RAND Corporation.

## Caratteristiche funzionali

### Generalità
Il Link 16 è un collegamento dati digitale e sicuro, resistente ai disturbi (jamming) e ad alta velocità, basato sulla tecnica trasmissiva TDMA che opera nella banda di frequenze radio 960-1.215 MHz, allocato in conformità con le norme radio ITU al servizio di radionavigazione aeronautica ed al servizio satellitare di radionavigazione.
Questo intervallo di frequenza limita lo scambio di informazioni ad utenti che siano in linea di vista l'uno con l'altro (Line Of Sight - LOS). Tuttavia, sebbene con funzionalità satellitari e protocolli ad hoc, è oggi possibile trasferire i dati del Link 16 su protocolli a lungo raggio come TCP/IP utilizzando i protocolli MIL- STD 3011 (JREAP) o STANAG 5602 (SIMPLE).
Il Link 16 utilizza le caratteristiche di trasmissione ed i protocolli, le convenzioni ed i formati di messaggio a lunghezza fissa o variabile definiti dalle norme MIL-STD 6016 e STANAG 5516 (precedentemente, il piano di progettazione dell'interfaccia tecnica JTIDS). Le informazioni vengono in genere passate a una delle tre velocità dati: 31,6, 57,6 o 115,2 kb/s, sebbene le radio e la forma d'onda FHSS stessa possano supportare valori di throughput ben superiori a 1 Mbit/s.
Il Link 16 è stato sviluppato per soddisfare i requisiti di scambio di informazioni di tutte le unità tattiche, supportando lo scambio di dati di sorveglianza, dati EW, svolgimento di missioni, assegnazione di armi e dati di controllo.
Le informazioni del Link 16 sono principalmente codificate come J-Series messages ("messaggi della serie J"), cioè data word (parole di dati binari) con significati ben definiti. Queste parole sono raggruppate in aree funzionali ed allocate ai Network Participation Group – NPG (“gruppi di partecipazione di rete”, in pratica reti virtuali che separano l’intera rete Link 16 in ambiti differenti, ognuno ad uso di gruppi d’utenza specifica).
| Nome NPG | Utilizzo                                                     | NPG n° |
| --- | ------------------------------------------------------------ | ------ |
| PPLI (Precise Participation Location and Identification) “posizione precisa ed identificazione del partecipante” | Navigazione, riconoscimento, quadro tattico                  | 5 e 6  |
| Surveillance “sorveglianza”                                                                                      | Sorveglianza ed intelligence                                 | 7      |
| Command “comando”                                                                                                | Comando e gestione delle missioni / coordinamento delle armi | 8      |
| Control “controllo aereo”                                                                                        | Controllo e coordinamento del traffico aereo                 | 9      |
| Electronic Warfare & Coordination “guerra elettronica e coordinamento”                                           | Guerra elettronica                                           | 10     |

### Prestazioni operative

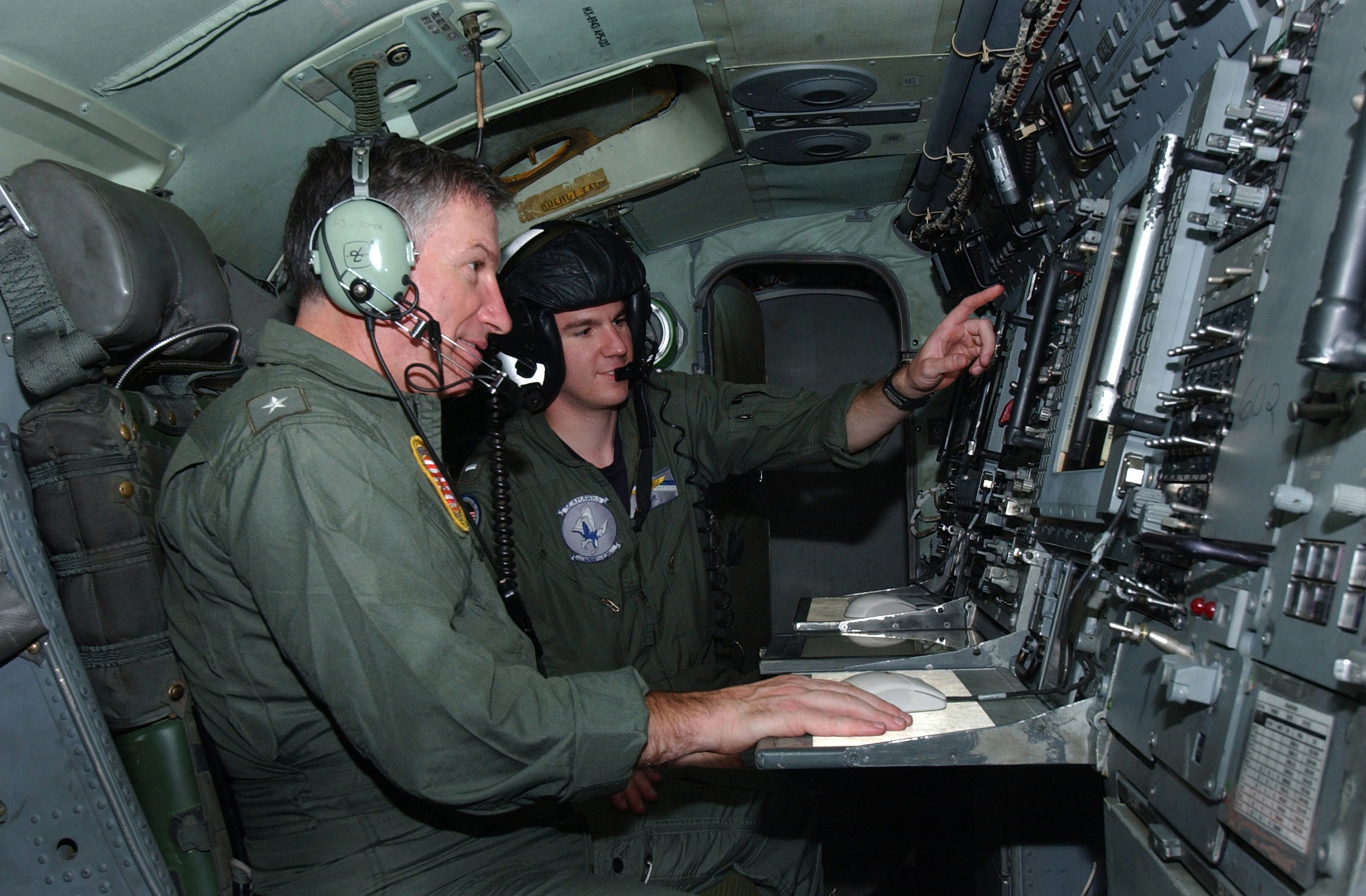
Vista della sezione tattica di un E2-C.

Nel suo attuale standard, il Link 16 consente lo scambio di dati tattici complessi tra unità militari (o piattaforme) aeree, terrestri e marittime come parte della Network-Centric Warfare o "Guerra digitale" italiana.
Gli utenti del Link 16 possono scambiare le loro posizioni usando i messaggi PPLI; lo scambio di PPLI offre certezza dell'identificazione come FRIEND ("amico") dovuta alla necessità di avere le chiavi di crittografia appropriate per partecipare alla rete.
Il design della rete Link 16 favorisce lo sviluppo di un'immagine "Operativa" e "Tattica" unica e coerente. Quindi, l’invio via satellite, dell’immagine quasi in tempo reale all'indietro (o Reachback) (cioè al Pentagono per gli Stati Uniti, allo SHAPE per la NATO, al Centre de planification et de commandement des opérations "centro per pianificazione e comando delle operazioni" per la Francia), è facilitato. Il Reachback è la prima applicazione candidata per il "J-over-IP link".
Il Link 16 è quindi un importantissimo fattore di interoperabilità tra unità militari. Per natura, come standard, facilita le operazioni militari della coalizione consentendo alle unità militari di nazioni diverse di comunicare tra loro con una "lingua" comune (i dati della serie J).

### Piattaforme

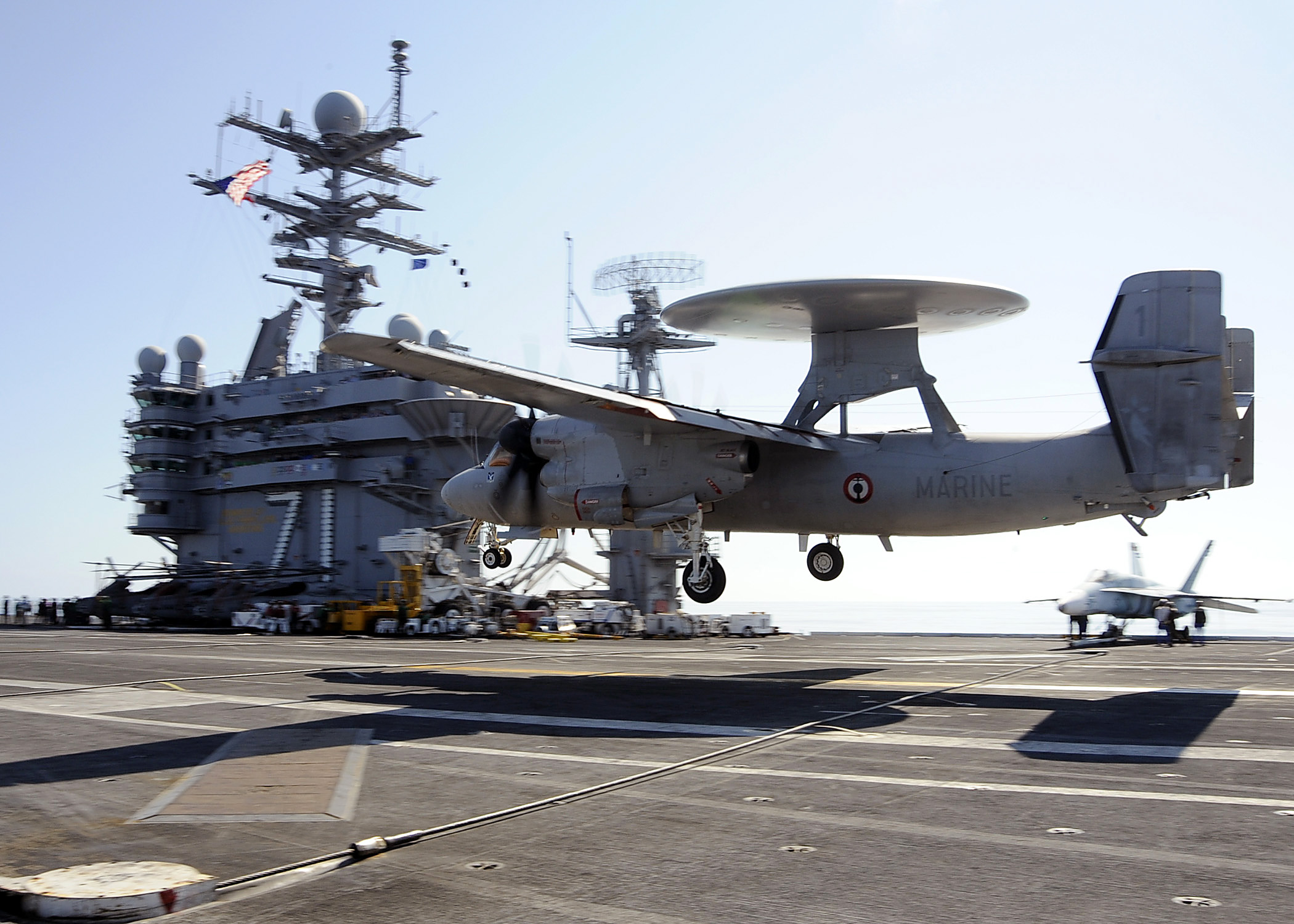
Esempio di C2: piattaforma Hawkeye E2-C dell'Aéronavale.

Il Link 16 considera due tipi complementari di platforms ("piattaforme"):
- Piattaforme C2, coinvolte nello sviluppo di un'immagine tattica comune (E-3, E-2C, portaerei, ecc.)
- Piattaforme non-C2, che partecipano alla rete solo come "sensore" e "arma" del C2 sotto il cui controllo svolgono la loro missione (ad esempio, il Dassault Rafale è una piattaforma non-C2).

Questa considerazione sui tipi di piattaforme che implementano i collegamenti dati tattici della serie J, qui Link 16, è essenziale per comprendere il CONOPS (Concetto Operativo) che dirige l'implementazione operativa delle Forze per mezzo del Link 16. Ad esempio, nella letteratura specializzata francese si è letto in passato che il pilota di un Dassault Rafale considerava un AWACS come un radar remoto [66]; il concetto operativo del Link 16 implica esattamente l'opposto (cioè è il Dassault Rafale ad essere il radar remoto dell’AWACS).
L'accettazione di questo principio di base (la piattaforma C2 dirige le piattaforme non-C2 e sviluppa e valida l'immagine tattica che alimenta ed informa tutte le piattaforme) ha permesso l'integrazione delle varie Forze Armate nazionali all'interno delle forze della NATO.

#### Piattaforme C2

##### Ruolo delle piattaforme C2 nell'elaborazione del quadro tattico della forza armata
All’interno del Network Participation Group (NPG) SURVEILLANCE, le piattaforme C2 creano e identificano le tracce basandosi sui dati dei loro sensori locali (radar, sonar ecc.) o remoti (messaggi di TARGET SORTING – “ordinamento degli obiettivi” ricevuti da piattaforme non-C2 da queste controllate).
È essenziale per il corretto funzionamento della rete logica della serie J ed in particolare per la rete Link 16, che l’elaborazione e la validazione della traccia sia effettuata solo dal sistema di gestione del combattimento e non dai sensori (radar o piattaforme non-C2); infatti, solo quest'ultimo può:
- verificare (l'assenza di questi due controlli prima della creazione di una nuova traccia locale, porterebbe ad una doppia designazione la cui ripetizione porterebbe ad un'esclusione della rete da parte del Joint Interface Control Officer – JICO “responsabile di controllo dell’interfaccia unificata”):
  - se i dati dei diversi sensori (radar o piattaforme non-C2) si fondano l'uno con l'altro
  - se una nuova rilevazione sia correlata ad una traccia di origine esterna già trasmessa sulla rete
- scambiare messaggi di gestione dei conflitti (Ambiente/Categoria, Identità, IFF).

Una piattaforma C2 è designata dal Joint Force Commander - JFC “comandante della forza unificata” per fungere da Change Data Order Authority - CDA “autorità per gli ordini sui cambiamenti dei dati”. Questa piattaforma è responsabile della risoluzione dei conflitti che persisterebbero tra piattaforme di terze parti; è autorizzata a trasmettere dei messaggi Change Data Order - CDO (“Ordine di cambio dati”). Quindi l'unicità dell'immagine tattica è assicurata.
Una piattaforma C2, designata dal comandante delle forze SIGINT Identification Authority -  SIA (“autorità per l’identificazione dei segnali di intelligence”) consolida le informazioni sulla guerra elettronica, ricevute come dati grezzi (parametrici) all’interno del NPG EW, e le trasmette consolidate (prodotto) sull’NPG SURVEILLANCE.

##### Tipi di missione delle piattaforme C2
Le piattaforme C2:
- trasmettono la loro posizione, lo stato dei loro apparati, le loro disponibilità di carburante ecc. sul NPG PPLI-B.
- si cambiano gli ordini sul NPG WEAPONS MANAGEMENT e COORDINATION.
- controllano le piattaforme non-C2 a loro assegnate sul NPG CONTROL (in uplink).

La missione delle piattaforme C2 dipende da quella del Joint Force Commander - JFC (“comandante della forza unificata”) a cui partecipano.

#### Piattaforme non-C2

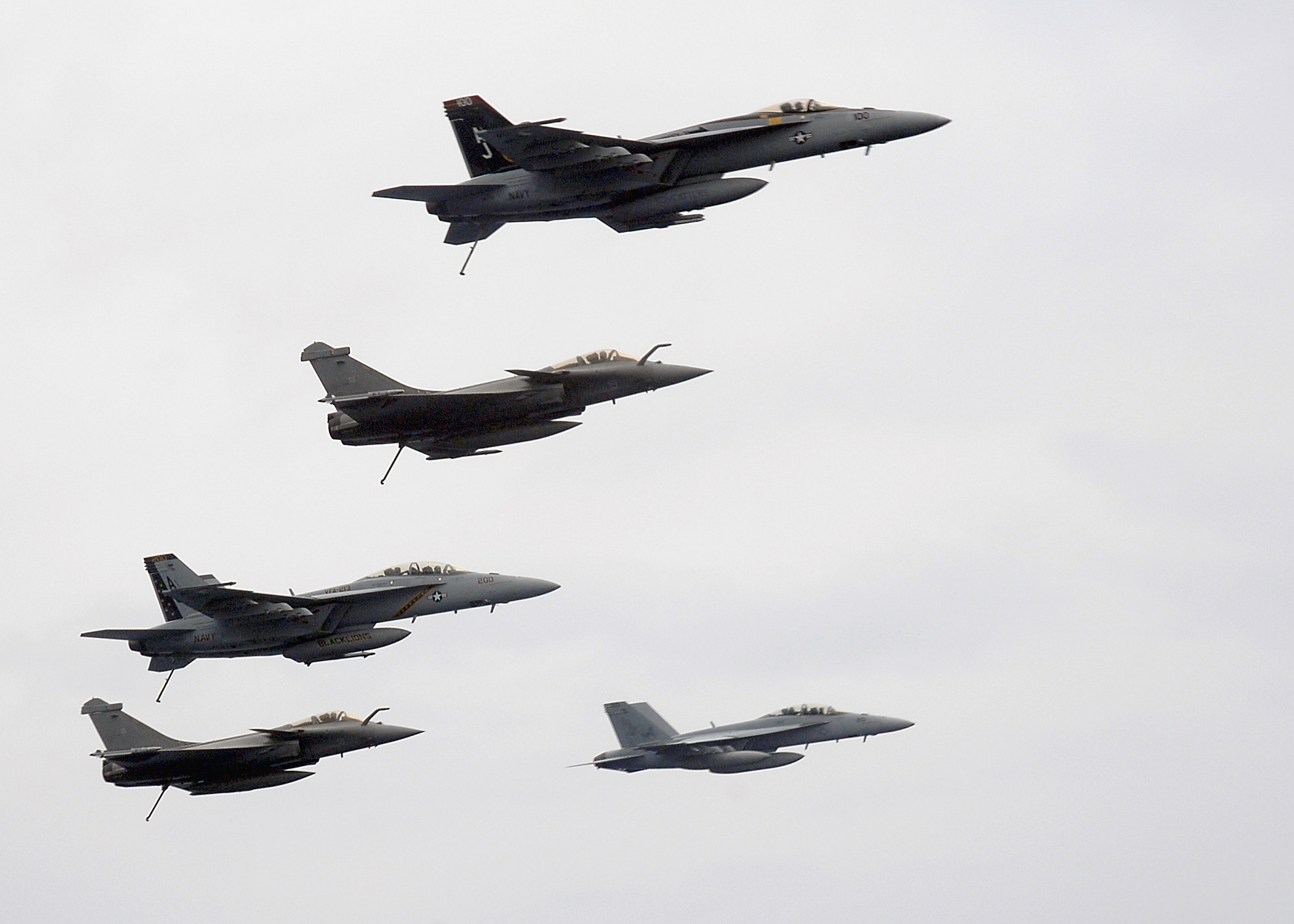
Esempi di piattaforme non-C2 (Rafale e F/A-18).

##### Ruolo delle piattaforme non-C2 nell'elaborazione del quadro tattico della forza armata

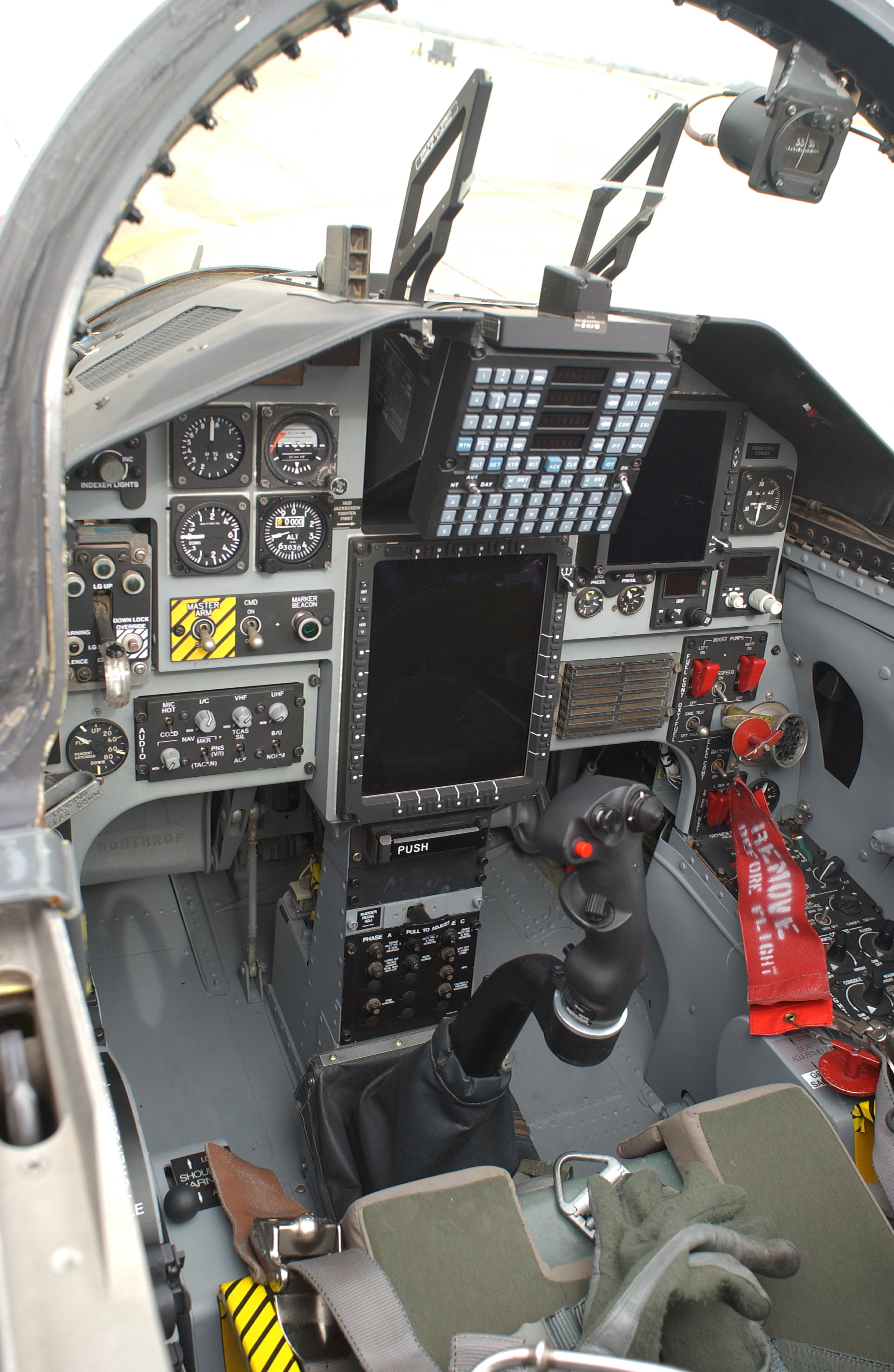
Esempio di display tattico (al centro) installato su una piattaforma non-C2.

Le piattaforme non-C2 condividono le informazioni dei loro rilevamenti radar, mediante lo scambio di messaggi denominati TARGET SORTING:
- all'interno della pattuglia (per gli aerei) nel NPG Non-C2-to-Non-C2, chiamato anche Fighter-to-Fighter (“da caccia a caccia”)
- nel gruppo di radar per le batterie di missili terra-aria

Un secondo NPG non-C2-to-non-C2 consente lo scambio di rilevazioni con altre pattuglie che lavorano nello stesso spazio; questo è particolarmente vero nel contesto delle Composite Air Operations (COMAO) “operazioni aeree composte”. Il COMAO è l'esempio perfetto di missioni eseguite in condizioni degradate (condotte in assenza di una piattaforma C2).
Le piattaforme non-C2 riportano i loro rilevamenti radar e di guerra elettronica trasmettendo i messaggi TARGET SORTING alla piattaforma C2 che li controlla. La piattaforma C2 controlla se i rilevamenti radar si fondono con i rilevamenti dei propri radar.
- In caso di fusione di rilevamenti, la piattaforma C2 ripristina il collegamento tra la traccia trasmessa sul NPG SURVEILLANCE ed i messaggi TARGET SORTING.
- Se non è possibile la fusione, la piattaforma C2 crea la traccia e la trasmette sul NPG SURVEILLANCE e ripristina il collegamento tra la traccia trasmessa ed i messaggi TARGET SORTING.

Le piattaforme non-C2 hanno accesso all'immagine tattica memorizzando nel loro database le tracce elaborate da piattaforme C2 e scambiate sul NPG SURVEILLANCE. Lo schermo di un velivolo non-C2 può ragionevolmente presentare al pilota un massimo di 50 tracce; oltre a ciò, l'acquisizione di informazioni da parte del pilota sarebbe impossibile. Tuttavia, nel concetto di guerra di rete, il database delle piattaforme non-C2 deve memorizzare tutte le tracce scambiate sul NPG SURVEILLANCE. In tal modo,
- se il controllore C2 dovesse alzare la priorità di visualizzazione di una traccia di interesse (High Interest Track - HIT), questa verrà immediatamente visualizzata sullo schermo; in caso contrario, il tempo necessario per la sua visione potrebbe arrivare fino a 12 secondi, che è un tempo di reazione eccessivo per un caccia[16].
- analogamente, un messaggio di allarme su una traccia non mostrata sullo schermo verrà immediatamente presentato al pilota insieme al simbolo della traccia in questione.
- infine, qualsiasi soggetto ingaggiato da terze parti verrà immediatamente presentato sul display, se l'aeromobile designata come "OwnShip" decide di entrare nell'area di ingaggio.

Come descritto sopra, quando un aereo non-C2 funge da "radar del C2" che lo controlla, il pilota viene informato degli aggiornamenti di uno dei suoi rilevamenti (Identificazione, IFF, Minaccia, ecc.), ricevendo i corrispondenti messaggi di traccia per questo rilevamento sul NPG SURVEILLANCE. Il ruolo del sistema di gestione del combattimento della piattaforma C2 è semplicemente quello di informare il sistema di missione della piattaforma non-C2 del collegamento di corrispondenza tra il suo rilevamento e la traccia del quadro tattico a disposizione dell'intera forza unificata.
La creazione e l'aggiornamento delle informazioni sulla traccia è quindi un privilegio appartenente al C2; lo scambio di tracce viene eseguito solo sul NPG SURVEILLANCE e quindi solo da parte delle piattaforme C2; le piattaforme non-C2, da parte loro, si scambiano rilevazioni (TARGET SORTING), sul NPG "non-C2-to-non-C2".
Le operazioni in Libia nel 2011, per la prima volta, hanno permesso ai Rafale dell'Aeronautica Militare Francese di implementare pienamente le capacità offerte dal Link 16.
La necessità di avere un radar a bordo di un jet da combattimento è sempre più messa in discussione. Questo concetto è espresso sempre più spesso negli Stati Uniti:
(Ten. Col. Collin T. Ireton, USAF)
Anche gli aerei cisterna sono considerati piattaforme non-C2.
Nel concetto di guerra di rete, una piattaforma non-C2 opera sempre sotto il controllo di una piattaforma C2. Gli attacchi in profondità da parte di unità non-C2 isolate, che erano ammesse durante l'era della guerra fredda, non sono dunque più rilevanti sin dalle operazioni in Iraq e in Afghanistan nel 2003.

##### Tipi di missione delle piattaforme non-C2
L'interoperabilità richiede che tutte le piattaforme non-C2 dello stesso tipo siano intercambiabili (ad esempio un Dassault Rafale e un F/A-18); Ciò esclude l'uso eterogeneo delle risorse temporali della rete Link 16 da piattaforme diverse. Una rete Link 16 non è in alcun modo progettata per una data piattaforma (un Dassault Rafale o un F-18) ma per una forza composta da tipi di piattaforma C2 (AEW&C, portaerei, navi comando...) e non-C2 (bombardieri, batterie missilistiche terra-aria (SAM), velivoli Close Air Support – CAS “Supporto aereo ravvicinato”, aerocisterne e caccia).
In pratica, le missioni di velivoli non-C2 sono di due tipi:
- missioni in condizioni nominali, che si svolgono sotto il controllo di un'unità C2,
- missioni in condizioni degradate, che si verificano in assenza di un C2. Questo tipo di missione, che è importante in numero alla fine degli anni 2000, dovrebbe diminuire drasticamente in futuro.

Il freno alla pianificazione della missione in condizioni nominali, oltre alla riluttanza dei piloti ad accettare di essere sotto costante controllo, è essenzialmente il costo di implementazione delle piattaforme C2.
A tutto il 2009, durante i primi giorni della campagna bellica, il tipo di missione COMAO, cioè quella eseguita in condizioni degradate, è rimasta la più comune eseguita da velivoli non-C2. Ciò è dovuto al fatto che le infrastrutture oggetto degli attacchi sono noti ed elencati. Tuttavia, per far fronte a qualsiasi nuova minaccia, è preferibile che un'autorità imbarcata su una piattaforma C2 AWACS assicuri in tempo reale, per conto del Joint Force Air Component Commander - JFACC (“Comandante della componente aerea delle forze congiunte”), l’eventuale "retasking" (riassegnamento); questa autorità ha più elementi e personale del COMAO Mission Commander - MC (“comandante della missione”) per prendere la decisione giusta su cosa fare; il grado di questa autorità deve essere superiore a quello del MC per consentire un esercizio ottimale del comando.

### Droni
La richiesta delle nazioni della NATO di implementare il Link 16 sui droni da combattimento sta diventando sempre più evidente. Questo era il caso del drone Talarion (progetto Advanced UAV - "velivolo avanzato senza pilota" - progetto congiunto in parti uguali fra Germania, Francia e Spagna). Questo drone sarebbe stato equipaggiato con un radar, ed il suo carico interno di 800 kg (1.000 kg sotto l'ala e 500 kg sotto la fusoliera) gli avrebbe consentito di trasportare un terminale MIDS alleggerito. Ma nel luglio 2012 Tom Enders, presidente esecutivo di EADS, ha annunciato: "Talarion è morto. Il programma è finito".
Negli Stati Uniti, le riflessioni sull'applicazione di Data Linki tattici sui droni è in uno stadio molto avanzato:
(Comandante Gary L. Burg, U.S. Air Force)
Nel BEM-48 (Bulletin des Études de la Marine - ""Bollettino di studi della Marina") intitolato "I droni aerei nell'azione marittima", viene sottolineata la necessità di un drone aeromarittimo MALE (Moyenne Altitude Longue Endurance - "Media altitudine e lunga autonomia"):
(Bulletin des Études de la Marine)
Il Link 16 è il mezzo naturale per trasmettere i dati da questi sensori alla forza navale tramite la piattaforma di controllo C2.
In questo stesso bollettino, nell'articolo intitolato "I bisogni di droni aerei della Marina", è indicato che un drone SA2R (Surveillance, Acquisition d'objectif, Reconnaissance et Renseignement - "Sorveglianza, acquisizione di obiettivi, riconoscimento ed informazioni ") può assumere il ruolo di rilancio di comunicazioni e quindi di rilancio Link 16, se si dovesse dimostrare necessario.

### Sistemi d'arma
Nel 2010, il sistema JSTAR ha dimostrato la capacità di dispiegare armi tramite il Link 16. L'utilizzo del software Link 16 Network Enabled Weapon (“Arma abilitata dalla rete Link 16”) ha permesso lo scambio di messaggi di weapon-fly out information ("targeting, comando e controllo, identificazione e informazioni sull'arma in volo"). Per tre giorni lo JSTAR ha eseguito con successo 13 sequenze di test con due F/A-18, due Joint Standoff Weapons – (“bombe a lunga gittata”) sganciate da una distanza di sicurezza e due navi bersaglio dotate di strumentazione di misura.

## Tipi di terminali Link 16
Il Link 16 è implementato da speciali apparati, chiamati Terminali Link 16, che accentrano in un unico dispositivo le funzioni di modem Link 16, apparato cifrante e trasmettitore UHF. Le caratteristiche tecniche dei terminali Link 16 sono definite dallo STANAG 4175.

### Terminali Link 16 in uso
I principali Terminali Link 16 sono:
- il terminale JTIDS - Joint Tactical Information Distribution System[25] con potenza di trasmissione da 200 watt (JTIDS Class 2 Terminal, peso 125 lbs / 56,7 Kg[26]) che può essere incrementata ad 1 kW in tempo di guerra (JTIDS 2H)[27] ed ha due canali vocali (2,4 e 1,6 kbit). Questo terminale è installato, ad esempio, sugli AWACS e su alcuni caccia F-15 e lo era sul F-14 Tomcat imbarcato[28].
- il terminale MIDS LVT1 - Multifunctional Information Distribution System - Light Volume Terminal, con potenza di emissione di 200 watt, che può essere aumentata ad 1 kW in tempo di guerra[29], peso inferiore ai 30 Kg (49 lbs / 22,2 Kg il terminale + 22,4 lbs / 10,2 Kg l'alimentatore dedicato)[30], integra una funzionalità TACAN ed ha due canali vocali (2,4 e 1,6 kbit). Il MIDS può essere collegato a diverse Piattaforme (in dettaglio, ai rispettivi MC - Mission Computer) tramite bus avionici (ad es. il MIL-STD-1553B) oppure un collegamento via Ethernet (piattaforma D). Da notare l’alta capacità di mobilità di questo terminale[31], che grazie alla sua integrazione in un contenitore trasportabile non supera un peso totale (contenitore + terminale) di 102 kg.

Dal terminale MIDS LVT1 si è sviluppata tutta una famiglia di varianti, ognuna con una (o più) differenti caratteristiche (minore potenza, maggiore potenza per uso navale, mancanza del TACAN, mancanza dei circuiti voce ecc.). Un caso notevole è il MIDS J (o MIDS JTRS - Joint Tactical Radio System), che nel 2010 ha dimostrato la sua piena compatibilità con i terminali MIDS già in servizio, ed in aggiunta alle prestazioni dei precedenti ha anche le funzionalità Link-16 Enhanced Throughput (ET) e Frequency Remapping (FR).

### Terminali Link 16 pianificati
- Il terminale LMT2 (Link 16 Missile Tactical Terminal)[34]: Questo concetto prevede una piccola radio tattica, sviluppata da VIASAT[35], basata sulla tecnologia Link 16. Questo terminale può essere installato in missili di tipo Cruise ed altri sistemi d’arma guidati, per fornire loro un preciso sistema di navigazione, un mezzo di aggiornamento dei dati sui bersagli mobili ed una capacità di valutazione dei danni. Questo concetto migliorerebbe anche la percezione della situazione AIR (aerea) consentendo a tutti i missili ed alle armi guidate di essere inclusi nell'immagine tattica complessiva.
- Il terminale SAFF (Small Adaptable Form Factor) utilizza le ultime tecnologie per garantire l'interoperabilità di veicoli terrestri, UAV e aeromobili[36].

### Terminali Link 16 nella ricezione Multinet
Nel 2009, la società Hypres Inc ha sviluppato, con il supporto della società Viasat, un ricevitore multirete digitale Link 16. Questo prototipo è stato sviluppato con il supporto dell'Ufficio di ricerca navale, USA, e dello Space and Naval Warfare Systems Command ("Comando di sistemi di guerra spaziale e navale"), PMW-150.
Questo tipo di terminale è essenziale per la gestione della rete Link 16 in tempo reale dalla cellula dove opera il Joint Interface Control Officer - JICO ("Comandante dell'interfaccia congiunta"), poiché consente il controllo simultaneo dell'utilizzo dei diversi canali dello stesso Network Participating Group; questo controllo è necessario per i criteri di decisione di ridistribuzione in tempo reale dei timeslot.

## Le frequenze utilizzate dal Link 16

### Le frequenze utilizzate dal Link 16 fino al 2010
Fino all'inizio del 2010, i terminali Link 16 utilizzavano 51 frequenze nella banda UHF, da 960 MHz a 1.215 MHz. In realtà si usano 3 "sotto-bande":
- 969 - 1.008 MHz
- 1053 - 1.065 MHz
- 1113 - 1.206 MHz

con intervalli di 3 MHz in modulazione TDMA.

### Le frequenze utilizzate dal Link 16 dopo il 2010
La banda di frequenza UHF utilizzata dal Link 16 è condivisa:
- in campo militare, con l'IFF (o il radar secondario) e con il TACAN
- nel campo dell'aeronautica civile, con stazioni base DME abbinate a quelle di VOR e ILS.

Il piano di ridistribuzione della frequenza limiterà il numero di frequenze utilizzate. Questa ridistribuzione potrebbe comportare l'abbandono di 14 delle 51 frequenze utilizzate dal Link 16, comprese tra 960 e 1.030 MHz. Il terminale MIDS JTRS integra già questa evoluzione (Frequency Remapping); un aggiornamento dei terminali MIDS precedenti è in fase di sviluppo.
Negli Stati Uniti, il DoD si è impegnato a far aggiornare tutti i terminali MIDS entro il 2020, ma i terminali JTDIS non sono interessati dall'accordo tra i ministeri DoD (Difesa) e DoT (Trasporti).

### Time Slot Duty Factor("fattore di carico del timeslot")
I lavori per la condivisione delle frequenze sono condotti parallelamente a quelli che preparano l'evoluzione degli accordi interministeriali che definiscono il numero di impulsi emessi nell'aria, chiamati Time Slot Duty Factor - TSDF. Questo parametro può fare riferimento al numero di impulsi trasmessi da una singola piattaforma o in un'intera area geografica.

## Sistemi d'antenna per i terminali Link 16
La maggior parte delle piattaforme ha due antenne per il Link 16.
- Gli aerei hanno:
  - un'antenna superiore che, in particolare, garantisce agli aerei da caccia la connettività con AWACS o Hawkeye E-2, che per definizione orbitano ad un livello di volo più alto del loro.
  - un'antenna più bassa, che li collega al suolo o alle navi da guerra.

- Le navi hanno:
  - un'antenna principale di trasmissione e ricezione situata sulla testa dell’albero.
  - (solitamente) un'antenna secondaria, assegnata solo alla ricezione. L'altezza dell'antenna secondaria, relativa al livello dell'acqua, è a 2/3 dell'altezza dell'antenna principale, in modo che le due antenne non subiscano contemporaneamente il segnale "zero", ottenuto dalla ricezione simultanea dello stesso segnale, in opposizione di fase o fuori fase, uno diretto, l'altro dopo la riflessione sulla superficie dell'acqua. Le fregate AEGIS della US Navy hanno un'antenna trasmittente e due antenne solo riceventi[44].

Le caratteristiche dell'antenna AS-4127A sono:
- Bande di frequenza: da 960 MHz a 1215 MHz
- Potenza di trasmissione: 1.200 watt di picco e 140 watt di media
- Guadagno tipico: 3,0 dB
- Emissione: omnidirezionale
- TACAN: sia con che senza
- Peso: 45 kg

Antenne multifunzione, come la AT 4125 di AEROMARITIME, sono state adattate per l'implementazione del Link 16 a bordo dei sottomarini.
L'installazione di filtri Notch (elimina-banda, tra il terminale e l’antenna rice-trasmittente, evita interferenze con i sistemi di identificazione e navigazione, riducendo la diffusione di energia nelle bande di frequenze ristrette e ben definite, in particolare quelle utilizzate dall'IFF.

## Crittografia

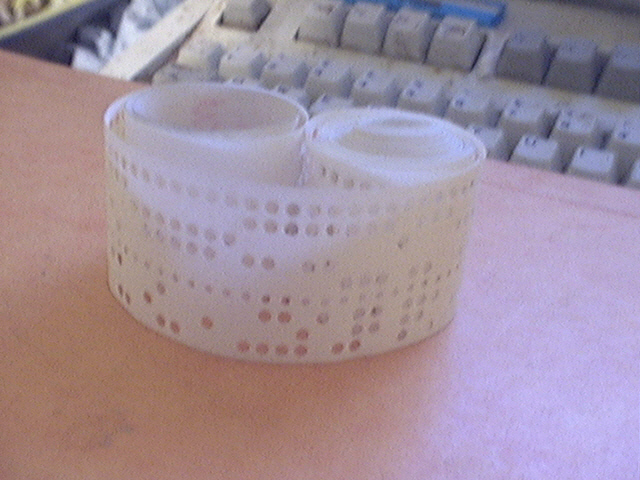
Un nastro perforato, come quelli dove sono conservate le chiavi crittografiche.

Il terminale MIDS contiene un elemento crittografico: quello integrato nei terminali della marina statunitense è il KGV-8.
Perché il terminale MIDS possa operare è necessario che siano immesse chiavi crittografiche in questo elemento. Le chiavi, ricevute su nastro di carta perforato, sono lette da un apposito dispositivo KOI-18 ed inserite nel MIDS tramite il dispositivo di trasferimento dati AN/CYZ-10.
- Il KOI-18 può leggere le chiavi incise su un nastro a 8 tracce (8 fori per colonna, un byte).
- Il CYZ-10 è un personal computer portatile che supporta il software applicativo sviluppato appositamente per il caricamento delle chiavi crittografiche.

Le chiavi della crittografia sono un elemento determinante nell’algoritimo Frequency Hopping: l’apparente pseudo-casualità dei salti di frequenza è in realtà determinata dalla chiave crittografica, che è comune a tutti i partecipanti alla rete.
Il programma Cryptographic Modernization - Crypto Mod (“modernizzazione degli elementi di crittografia”) è stato finanziato nei budget del Dipartimento della Difesa USA 2010 e 2011. Questa nuova crittografia programmabile del terminale MIDS-LVT (denominata LINK 16 Common Crypto Module – CCM (“Modulo cripto comune per Link 16”) è tra altri sviluppi allo studio, per integrare:
- la banda larga (1Mb/s) - Enhanced Throughput (ET)
- la gestione dinamica della rete - Dynamic Network Management (DNM)
- le multi-reti in operazioni concorrenti - Concurrent Multi-Netting (CMN)
- la funzione di ridistribuzione della frequenza - Frequency Remapping (FR) - nel contesto della gestione dello spettro delle frequenze concordata con l'aviazione civile[52].

Tutti i paesi con terminali MIDS o JTIDS sono soggetti al controllo dell'NSA (“Agenzia per la Sicurezza Nazionale”) degli Stati Uniti d'America per l'uso delle chiavi di crittografia. Nessun altro paese ha la capacità di creare e gestire autonomamente chiavi di crittografia. La gestione delle chiavi utilizzate dalle nazioni della NATO è sotto il controllo degli Stati Uniti.

## Descrizione della modalità operativa

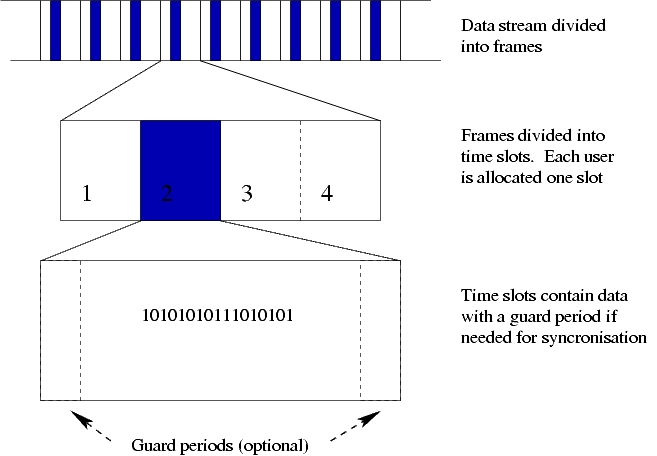
Principio della modulazione TDMA.

Il Link 16 si basa sulla modulazione TDMA ("Accesso multiplo a divisione di tempo").
È protetto da chiavi di crittografia e resistente alle contromisure elettroniche grazie ai suoi 77.000 salti di frequenza al secondo (implementazione dello spettro di diffusione a salto di frequenza). I dati vengono trasmessi via radio nella banda UHF.
Il Link 16 viene spesso definito “rete”, poiché consente la connessione simultanea di più unità militari, ognuna delle quali è chiamata partecipante alla rete o JTIDS Unit - JU (“unità JTIDS”: questo nome, sebbene col tempo sia divenuto inadatto, è stato conservato) oppure, nel contesto di una singola rete logica e multi-link, vale a dire, implementando diversi TDL, Interface Unit - IU (“unità di interfaccia”).

### La gestione del tempo: "TimeSlot", "Frame", "Epoch"
Il Link 16 divide il tempo in suddivisioni chiamate TimeSlot (o intervalli di tempo). Ci sono 128 TimeSlot al secondo.
- ci sono quindi 1.536 TimeSlot ogni 12 secondi: questo intervallo è chiamato Frame (“trama”).
- in ogni Frame (12"), i TimeSlot sono divisi in tre Set (“gruppi”) di 512 TimeSlot ciascuno, i Set "A","B" e "C".

Ogni TimeSlot è assegnato ad una funzione tattica o Network Participation Group - NPG (“gruppo di partecipazione in rete”). Nel tempo, la distribuzione di TimeSlot è interlacciata:
- i TimeSlot si spostano da un Set all'altro come segue: A1, B1, C1 ... A512, B512, C512.
- se a un singolo NPG viene assegnato un totale di 512 TimeSlots per 12 secondi, i 512 TimeSlots verranno assegnati a un singolo Set, ad esempio l'insieme "A"; quindi i TimeSlot di questo NPG non saranno mai consecutivi.

Ogni TimeSlot consente (in genere) a un solo partecipante nella rete Link 16 di inviare dati attraverso la rete, gli altri partecipanti alla rete Link 16 ricevono questi dati per la durata di questo TimeSlot.
I dati della serie J sono formattati in messaggi predefiniti nello STANAG 5516 (chiamati J-message). Ogni JU ha una tabella di allocazione che definisce l'insieme di TimeSlot di trasmissione e ricezione ad esso assegnati. Questa tabella è ricorrente ed è definita per un periodo di tempo chiamato Epoch (“epoca”) della durata di 12’ e 48”.

### Le reti ("Nets")
I 1536 TimeSlot per 12 secondi della rete Link 16 possono essere impilati fino a 127 Nets (“reti”).
Un diverso numero di rete può essere assegnato a ciascun Network Participation Group (NPG). Ciò significa che le frequenze assegnate a ciascuno dei TimeSlots di questo NPG saranno assegnate in base alle leggi sul salto di frequenza relative al Numero di rete.
Durante la progettazione della rete Link 16, potrebbe essere necessario eseguire operazioni su più reti per ottimizzare l'uso dei TimeSlot. In questo caso, alcuni NPG opereranno in parallelo; per esempio, le piattaforme C2 funzioneranno sull’NPG EW, mentre le piattaforme non-C2 lavoreranno sull’NPG non-C2-to-non-C2, chiamato anche Fighter-to-Fighter (“da caccia a caccia”).

### INetwork Participation Groups - NPG("Gruppi partecipanti alla rete")

#### GliNPG- Generalità
La rete è organizzata per funzioni, chiamate Network Participation Group - NPG (“gruppo di partecipazione alla rete”). Ogni JU può iscriversi ad uno o più NPG. I più usati sono:
- PPLI - Precise Participant Position and Identification (“Posizione precisa ed identificazione dei partecipanti” - NPG 5 e 6
- SURVEILLANCE (“Monitoraggio”: condivisione dei rilevamenti con i centri di comando) - NPG 7
- CONTROL (“Controllo”: controllo aeromobili sottoposti ed attribuzione missione) - NPG 9
- Electronic Warfare & Coordination (“guerra elettronica e coordinamento”) - NPG 10
- Fighter-to-Fighter (“da caccia a caccia”: comunicazioni all’interno della pattuglia) - NPG 19

#### GliStacked NPG("NPG impilati")
Alcuni NPG possono essere impilati (“stacked”). Ciò consente a gruppi di unità indipendenti di lavorare simultaneamente su un diverso piano di salto di frequenza; così come diverse pattuglie di caccia (unità non-C2) funzionano nello stesso teatro, diverse unità appartenenti a diversi gruppi possono trasmettere simultaneamente.
Il numero di reti disponibili in una rete Link 16 è 127 (dalla rete "0" alla rete "126"); il valore di Rete di Controllo predefinito delle piattaforme non-C2 è impostato su "127". Al momento di essere preso sotto il controllo di una piattaforma C2, il sistema di missione del non-C2 imposta il valore della rete CONTROL del suo terminale MIDS su quello della rete CONTROL della piattaforma C2.
In pratica, per un dato NPG, è possibile implementare fino a 20 reti senza il rischio di interferenze.
I principali NPG utilizzati in modo impilato sono:
- PPLI-A (Posizione precisa ed identificazione dei partecipanti) (NPG 5)

L’impilamento del NPG viene utilizzato per assegnare in trasmissione ad ogni JU non-C2 della stessa pattuglia, circa un timeslot al secondo, al fine di effettuare un rapido scambio di posizione all'interno della pattuglia, consentendo in tal modo ad ogni piattaforma, una capacità di correlazione rapida tra un nuovo rilevamento radar ed un PPLI; questo evita casi di “fuoco amico” quando i caccia FRIEND e HOSTILE sono impegnati nello stesso volume d'aria.
- CONTROL: controllo e attribuzione di missione (NPG 9)

Ogni unità C2 controllante ha una sua rete di controllo. Le unità non-C2 che cambiano unità di controllo devono quindi cambiare rete.
- Fighter-to-Fighter: Comunicazioni interne alla pattuglia (NPG 19).

Ogni pattuglia ha la sua propria rete, in particolare, per effettuare la fusione dei tracciati di rilevamento radar prima di trasmetterle (sul NPG CONTROL) all'unità di controllo che creerà la traccia corrispondente e la trasmetterà sul NPG SURVEILLANCE.
- VOICE: due canali di questo tipo (NPG 12 e 13) possono essere impilati. Possono essere implementati, ad esempio, per il controllo di unità non-C2 via canale voce (una rete è assegnata a ciascuna piattaforma C2).

Nell'ambiente radio totalmente disturbato dall’attività di Link 16 in modo COMBAT ("combattimento", con potenza di trasmissione di 1 kW fino a congestione delle frequenze), gli NPG VOICE potrebbero rivelarsi essenziali nei primi giorni della campagna di guerra. Va quindi sottolineato che i caccia dotati del terminale Fighter Data Link, che non offre la capacità vocale, non possono partecipare a pieno titolo in questa prima fase della battaglia. Tuttavia, una volta che le principali forze di opposizione nemiche sono state neutralizzate, gli NPG VOICE verrebbero abbandonati per lasciare larghezza di banda libera a vantaggio in particolare di aerei CAS (supporto aereo ravvicinato) a sostegno delle forze di terra.

### La velocità di trasmissione
La velocità in bit/sec del Link 16 dipende dalla configurazione utilizzata e può raggiungere teoricamente 107.520 Kbps.

### Miglioramento della larghezza di banda
Il desiderio di guadagnare larghezza di banda nella rete Link 16 potrebbe portare alcune nazioni a escludere gli NPG Control e Fighter-to-Fighter dal Link 16, a favore di reti nazionali ad altissima velocità (anche perché, nelle operazioni NATO, i voli misti di velivoli non-C2 di diverse nazioni all'interno della stessa pattuglia sono eccezionali).
- la Svezia, una nazione non NATO, ma che dispone da poco di Link 16, è un pioniere nel settore: il suo caccia Gripen non dovrebbe attuare questi NPG.
- la Francia potrebbe essere in prima linea nel dare al Rafale capacità Fighter-to-Fighter di tipo non-L16, ma molto di più in termini di throughput, grazie all'implementazione di radio di nuova generazione ad altissime velocità.
- La Germania, le nazioni nordiche (Norvegia, Danimarca, Olanda) e la Grecia potrebbero fare lo stesso.
- Per quanto riguarda gli Stati Uniti, gli studi di una rete AIR dedicata nell'ambito del protocollo Internet sono stati convalidati da esperimenti conclusivi. D'altra parte, lo sviluppo del MADL (Multi-function Advanced Tactical Data Link) per F-22 Raptor e F-35 Joint Strike Fighter[53] soddisfa un bisogno di discrezione. Gli studi sulla definizione della messaggistica sono stati oggetto di una richiesta pubblica di offerta durante l'estate del 2009[54]; l'interesse delle forze della NATO è che questa nuova connessione appartiene alla famiglia della serie J e che questi aerei sono equipaggiati, parallelamente al MADL, di un terminale MIDS. L'operazione in Libia nel 2011 ha evidenziato questa necessità di interconnessione tra Link 16 e MADL[55]. Questa potrebbe essere ottenuta attraverso l'implementazione di un Battlefield Airborne Communications Node - BACN (“Nodo di comunicazione aeroportato sul campo di battaglia”)[56], tuttavia, la rilevanza di questo programma è molto controversa all'interno dello stesso DoD; ciò evidenzia l'opposizione tra i sostenitori della guerra di rete, da una parte, che coinvolgono la presenza di piattaforme C2 nel loop decisionale, e dall'altra di coloro che invece sostengono azioni indipendenti degli aeromobili non-C2.

Anche la US Navy lavora sulla gestione dinamica della rete, con il programma DNM (Dynamic Network Management).

### La portata radio
La portata radio, che dipende dal tipo di impacchettamento ("Packing") adottato, può andare da 300 a 500 miglia nautiche (rispettivamente, circa 550 o 930 Km).

## IlNetwork Design("Progetto di rete") del Link 16
A differenza del più recente Link 22, che implementa la gestione dinamica della rete (in cui l'allocazione dei TimeSlot è adattata alle esigenze del momento) il Link 16 richiede una Design Phase ("fase di progettazione della rete") prima la sua attuazione.
Questa attività si mette in opera dopo che sono state raccolte le esigenze di ciascun comandante del campo di battaglia (JFACC ; Joint Force Air Component Commander, JFMCC : Joint Force Maritime Component Commander, JFLCC : Joint Force Land Component Commander). Questo lavoro viene solitamente svolto dalla cellula del JICO: Joint Interface Control Officer. È in questa fase che gli arbitraggi di assegnazione di TimeSlots sono fatti in modo che la rete di Link 16 possa soddisfare al meglio le esigenze della Forza che la implementa.
Poiché il numero di piattaforme dotate di Link 16 sta crescendo in modo significativo, la capacità della rete Link 16 viene spesso saturata. La necessità di una gestione dinamica della rete Link 16 è quindi diventata una priorità. Allo stesso modo, la gestione ottimizzata dei TimeSlot è essenziale; quindi in tempo di pace, l'uso del “doppio impacchettamento” (Packing 2) ha preso il sopravvento rispetto al Packing STD (“impacchettamento standard”) perché raddoppia il numero di parole scambiate; in tempo di guerra la compressione quadrupla (Packing 4) consente di quadruplicare il numero di parole scambiate. Ciò avviene a costo di un deterioramento della sicurezza della trasmissione oggi accettabile, a causa della debolezza tecnologica delle forze avversarie.
Un altro percorso si aprirà con l'entrata in servizio dei terminali MIDS JTRS (Joint Tactical Radio System); sarà quindi possibile l'uso combinato di Link 16 e Link 22. Il Link 22 verrebbe utilizzato principalmente per la distribuzione di tracce con un basso tasso di aggiornamento (tracce marittime di superficie, tracce di superficie terrestre, punti di riferimento). Quando una di queste tracce diventa un bersaglio, potrebbe anche essere trasmesso nel Link 16. Quindi Link 16 e Link 22 (e più tardi il "J-over-IP link") dovrebbero essere visti come componenti di una singola rete logica che scambia i dati della serie J. Questa rete logica non ha il collegamento per lo scambio di dati della serie J tra aeromobili e forze di terra per il Close Air Support – CAS (“supporto aereo ravvicinato”).
Questo collegamento è superato oggi dall'implementazione dell'IDM: Improved Data Modem. In attesa della sua sostituzione con un collegamento dati di serie-J, che è una sfida da raccogliere nel decennio 2010, l'US Air Force ha lanciato nel 2009 il programma Tactical Air Control Party Modernization - TACP-M che esegue automaticamente le traduzioni del formato Variable Message Format - VMF, ad esempio, in dati della serie-J.

### LeInterface Unit("unità di interfaccia") che partecipano alla rete Link 16
Vanno differenziate:
- Le Stations ("Stazioni"), cioè piattaforme che trasportano un terminale MIDS o JTIDS
- Le Interface Unit ("Unità di interfaccia") che possono essere:
  - Una "Stazione",
  - Un'unità che partecipa a un Data Link tattico (Link 11, Link 22, Joint Range Extension) che viene inoltrato sul Link 16 dall'elemento di rete Dataforwarder[5] (“rilanciatore di dati").

Per quanto riguarda l'aspetto funzionale e operativo, non vi sono differenze di trattamento tra i due tipi di partecipanti. Tutti possono ricevere e trasmettere:
- ordini
- stati della piattaforma,
- stati delle armi
- stati di ingaggio

Le Interface Unit possono essere attive o passive.

#### Configurazione di una piattaforma C2 dotata di Link 16
In breve, ogni sistema di missione di una piattaforma C2 che implementa il Link 16, ha due stati della funzione "Tactical Data Link" (TDL), che definiscono il contenuto dei dati trasmessi al terminale MIDS:
- TDL "NORMAL", in questo stato, tutti i dati idonei per la trasmissione vengono trasmessi al terminale MIDS e aggiornati continuamente.
- TDL "SILENCE", in questo stato, solo i dati selezionati dall'operatore vengono trasmessi puntualmente al terminale MIDS. Una volta emessi, questi dati vengono automaticamente deselezionati in modo da non essere riemessi durante l'azione dell'operatore successiva.

Le configurazioni standard di una piattaforma dotata di Link 16 (JTIDS Unit) sono:
- MIDS in trasmissione dati "AUTHORIZED" e sistema di missione TDL "NORMAL",
- MID in trasmissione dati "RADIO SILENT" e sistema di missione TDL "SILENT".
  - In questo caso non vengono emessi dati

C'è un'altra configurazione usata regolarmente:
- MIDS in trasmissione dati "TOTAL SILENCE" e sistema di missione TDL "NORMAL".

In questa configurazione, su azione dell'operatore, i terminali MIDS del sottomarino in immersione a quota periscopica, o dell'aereo da pattugliamento marittimo ad alta quota, sono posizionati puntualmente (12 secondi o 1 Frame) nella trasmissione dei dati "AUTHORIZED", e quindi trasmettono tutto il loro SITREP - SITuation REPort ("riporto della situazione tattica").
Infine, la configurazione:
- MIDS in trasmissione dati "AUTHORIZED" e sistema di missione TDL "SILENT":
  - In questo caso il terminale continua a trasmettere l'identità e la posizione della JU,
  - Generalmente, al fine di salvare i Timeslot, la trasmissione sarà fatta in contesa

consente all'operatore di una determinata piattaforma C2 di inviare informazioni o ordini puntualmente essenziali, senza necessariamente partecipare allo sviluppo della situazione tattica.

## Le funzioni del Link 16
Sono condivise da tutti i Data Link tattici che implementano i dati della Serie J. La scelta di utilizzare un Data Link piuttosto che un altro è guidata dai seguenti vincoli:
- il bisogno di rapidità di aggiornamento dei dati: il Link 16 risponde a necessità di aggiornamento rapido. È durante la fase di progettazione della rete Link 16 che viene presa in considerazione la necessità di limitare il ritardo tra l'invio di un ordine e la sua accettazione sulla piattaforma ricevente a un massimo di un secondo.
- distanza di connettività: il Link 16 risponde ad esigenze di connettività limitate solamente al campo ottico.

- Protezione dei dati: il Link 16 offre il più alto livello di protezione

Vi è un forte legame tra gli NPG del Link 16 e le funzioni dei tre TDL che utilizzano i dati della Serie J. Questo collegamento, specifico per Link 16, non si trova in altri collegamenti; gli NPG sono specifici per il Link 16.
Le funzioni principali dei TDL della serie J sono elencate di seguito.

### Identificazione e navigazione

#### Identificazione

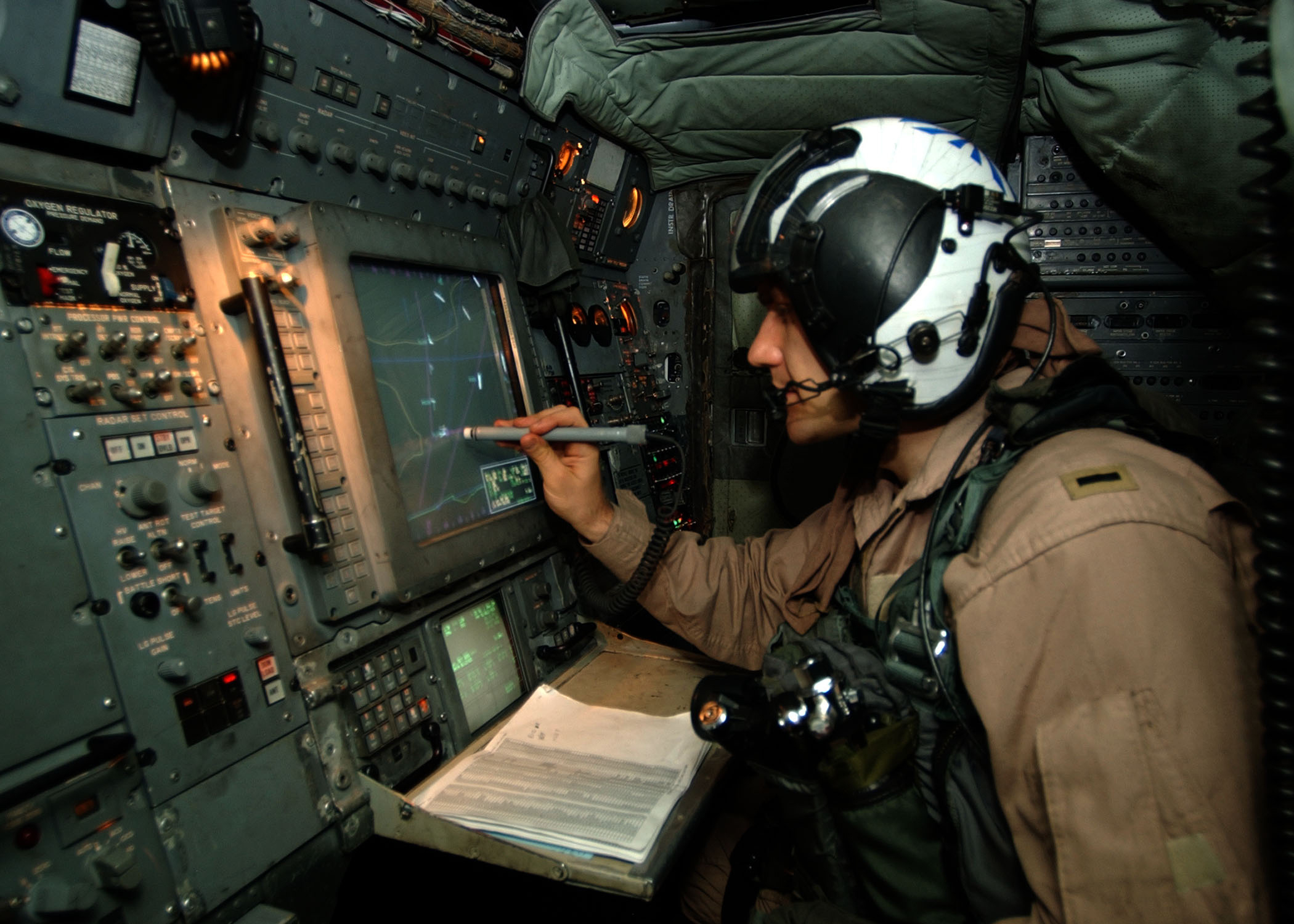
Schermo tattico a bordo di un E2-C dell'US Navy - Le tracce sono selezionate ("Hooked") mediante una penna ottica.

L'identificazione è supportata dagli NPG PPLI-A e PPLI-B. La presenza di una piattaforma su uno di questi NPG (il PPLI-B) è sufficiente per la sua identificazione come FRIEND. Il PPLI-A è utilizzato principalmente per emettere la posizione degli aerei da combattimento ad alta velocità, al fine di evitare casi di “fuoco amico” durante un combattimento ravvicinato.
- piattaforma C2: la sua identificazione è specificata, nel messaggio PPLI, dalla trasmissione del suo CALLSIGN (“codice vocale”), dalla sua frequenza di controllo o dal Net Number VOICE (“numero di rete vocale”) assegnato a questa funzione, dal suo Net Number CONTROL.
- piattaforma non-C2: la sua identificazione è specificata, nel messaggio PPLI, dalla trasmissione del suo CALLSIGN, dalla frequenza di controllo o dal Net Number VOICE e il Net Number CONTROL sul quale è posizionato.

Questa è la funzione essenziale del Link 16: l'identificazione FRIEND fornita dal Link 16 è la migliore garanzia contro il fuoco amico.
L'identificazione è completata dallo stato della piattaforma. Pertanto, nel NPG PPLI-B:
- Ciascuna piattaforma appartenente all’ambiente AIR (“aereo”) trasmette informazioni generali sullo stato di avanzamento della sua missione, ad esempio il tempo rimanente da passare in zona, la quantità di carburante disponibile, il numero di armi disponibili immediatamente (Hot Weapons) e il numero armi nella stiva (Cold Weapons) ecc.

Questa informazione consente ai Comandanti di missione di verificare, in tempo reale, la capacità di una piattaforma, C2 o non-C2, di svolgere una nuova missione, senza dover intervenire con domande in fonìa, quindi senza disturbare gli operatori che conducono azioni tattiche. È essenziale che queste informazioni vengano aggiornate automaticamente.
Se necessario, una piattaforma di tipo AIR può anche trasmettere condizioni di urgenza (EMERGENCY), come l'eiezione del pilota (BAIL OUT) o l'ammaraggio (DITCHING).
- Ogni piattaforma dell’ambiente SURFACE (nave) trasmette le stesse informazioni generali e, per quelle dotate di piattaforma di volo, il suo “colore” (disponibilità): rosso, arancione, verde.

Se necessario, anche una piattaforma SURFACE può trasmettere uno stato di emergenza.

#### Navigazione
La navigazione è supportata principalmente dal NPG PPLI-B.
Il Link 16 mantiene per ogni piattaforma, la navigazione relativa e la navigazione assoluta. Le modalità di supporto alla navigazione che il Link 16 offre, sia relative che assolute, non hanno eguali in un teatro di operazioni il cui ambiente è fortemente disturbato.
Il modello di riferimento di navigazione del Link 16 è il WGS84 (World Geodetic System 1984).
Nella rete Link 16, le distanze sono espresse in data mile (pari a 6.000 piedi, o 0,987 miglia nautiche o 1.828,8 metri).

### Sorveglianza

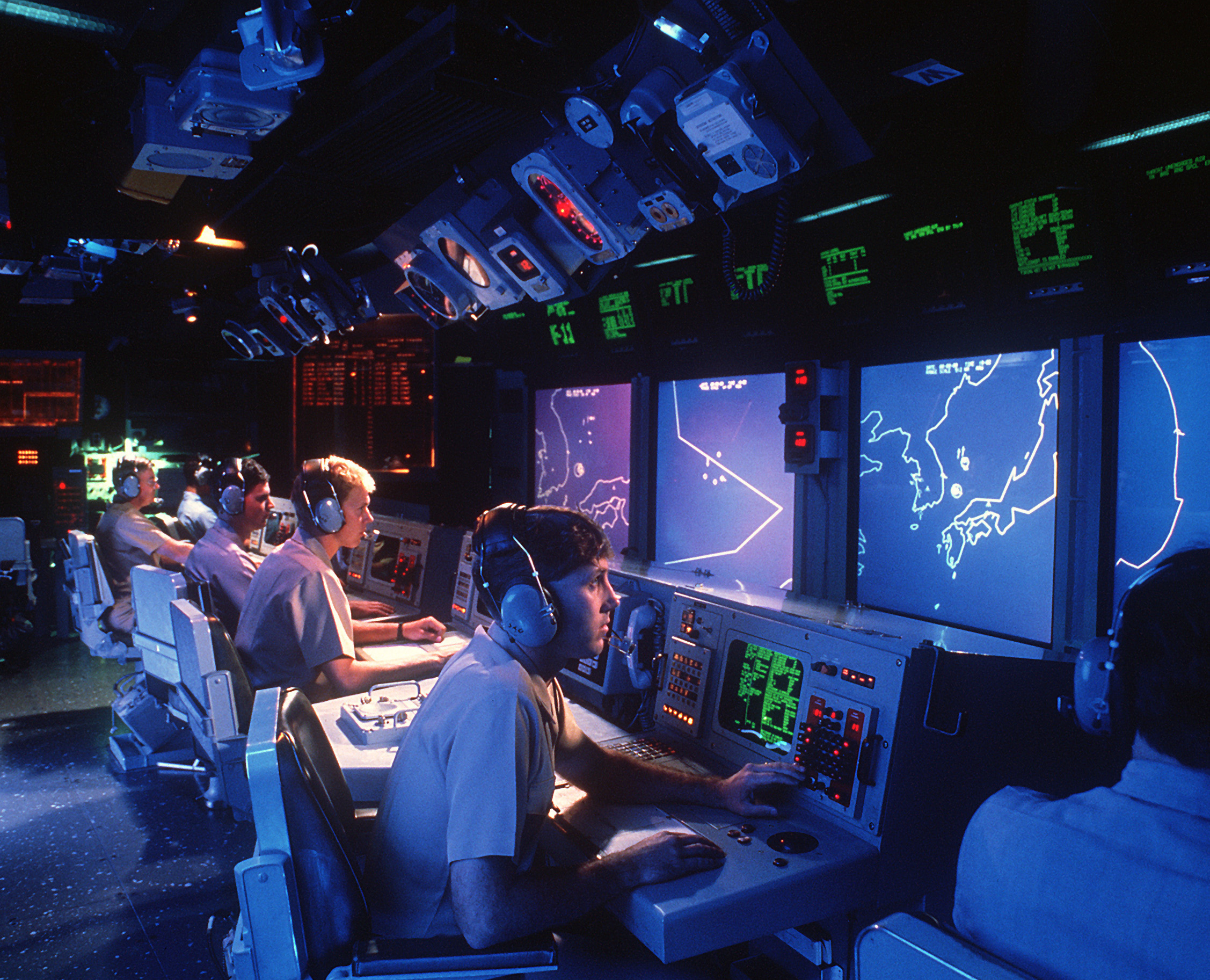
Schermi di sorveglianza a bordo di un incrociatore di classe AEGIS.

La sorveglianza è la funzione principale delle piattaforme C2; non è legata alla presenza di un Data Link tattico, ma la sua disponibilità consente di accedere allo scopo della sua elaborazione: la sua diffusione e condivisione della percezione a tutta la forza in campo.
Dotate di sensori propri, le piattaforme C2 elaborano, partendo dai dati grezzi (segnali radar, rilevazioni ricevute da piattaforme non-C2...), delle tracce (Track) i cui simboli rappresentano sugli schermi degli operatori le informazioni cinematiche e di posizione nello spazio degli oggetti in movimento rilevati.
Nel tipico teatro di operazioni altamente connesso degli anni 2010, è essenziale che queste informazioni siano sviluppate all'interno delle piattaforme C2 in un formato che possa essere immediatamente trasmesso agli altri elementi della forza armata.
È inoltre necessario che a monte i sensori forniscano informazioni che abbiano un formato di dati immediatamente utilizzabile localmente ed in remoto, mediante lo scambio di dati tattici; pertanto, i dati della serie J descritti negli STANAG 5516 e 5522 sono generalmente il formato dei dati di uscita del sensore imposto dagli architetti dei sistemi di combattimento e missione. Tuttavia, questi sensori forniscono solo dati grezzi; lo sviluppo dei dati consolidati, cioè le tracce, deve rimanere la responsabilità esclusiva del sistema della piattaforma C2; questo è essenziale per l'implementazione di una capacità di tracciamento multisensore efficace.
A bordo delle piattaforme C2, si distinguono:
- dati tecnici il cui sfruttamento è solo per uso interno
- dati tattici utilizzati internamente e su altre piattaforme.

Solo le informazioni scambiate tramite i TDL hanno diritto ad essere qualificati "tattici".
Il formato di scambio utilizzato dalle forze NATO è rappresentato dai dati della serie J.

#### Scopo della sorveglianza
Lo scambio di dati consolidati sul NPG SURVEILLANCE consente alle piattaforme C2 di sviluppare un'immagine tattica unica condivisa da tutti i partecipanti alla rete. I dati tattici consolidati sono:
- Tracce (TRACK - "in tempo reale" (TR) e "in tempo non reale" (NTR) in particolare le tracce della categoria "SURFACE", provenienti dal sistema AIS)

- Punti, linee, superfici e volumi di riferimento che consentono in particolare per definire lo spazio aereo, i canali di navigazione marittimi e le rotte di navigazione marittima, in particolare quelli appartenenti ai dispositivi di separazione del traffico quali ad esempio il Rail d'Ouessant (canale dell'isola di Ouessant, in Bretagna).
- Punti di emergenza
- Punti fissi (dati di posizione in latitudine, longitudine ed eventualmente altitudine)
- Rilevamenti (espressi in latitudine, longitudine ed azimut)

Il NPG SURVEILLANCE consente inoltre alle piattaforme C2 di scambiare messaggi volti a chiarire l'immagine tattica, rimuovendo:
- le doppie designazioni (un oggetto del mondo reale identificato con due tracce diverse)
- i conflitti di TN (lo stesso numero di traccia (TN) indicante diversi oggetti)
- i conflitti ambientali (ad esempio, un oggetto viene valutato da un'unità come appartenente all'ambiente Sea Surface ed è valutato da un'altra unità come appartenente ad un altro ambiente - Air, ad esempio).
- i conflitti di identità
- i conflitti di IFF

Originariamente progettata per la guerra aerea ed antiaerea, la funzione di sorveglianza del Link 16 si è affermata nei settori della guerra di superficie (SURFACE), cioè in mare, in terra e subacquea.
Il NPG SURVEILLANCE consente alle piattaforme C2 di trasmettere collegamenti tra due oggetti dell'immagine tattica, attraverso la trasmissione di messaggi di associazione e PAIRING.

##### Associazione (ASSOCIATION) e abbinamento (PAIRING)
L'associazione e l'abbinamento non sono funzioni specifiche dei Data Link tattici in generale, o del Link 16 in particolare. I sistemi di missione e combattimento combinano e accoppiano le tracce, anche quando non c'è connessione di rete, per chiarire o precisare l'immagine tattica.
Una volta che la piattaforma è connessa all'interfaccia, il Link 16 consente la trasmissione di queste informazioni.

###### Associazione
L'associazione indica che gli oggetti in questione sono legati allo stesso oggetto del mondo reale
Ad esempio,
- un Electronic Warp Bearing ("Rilevamento di Guerra Elettronica") è associato a una traccia di tipo AIR ("aerea") se le informazioni acquisite (ad esempio, le emissioni radar) provengono dalla AIR Track.
- due tracce subacquee sono associate se designano lo stesso sottomarino (le tracce subacquee non possono essere correlate).

Sugli schermi, l'associazione viene generalmente rappresentata, quando si seleziona una delle tracce associate, da una linea gialla che la collega alle altre tracce associate.

###### Abbinamento
L'abbinamento è detto nel gergo comune PAIRING. Esso specifica lo stato di avanzamento della missione di una traccia FRIEND descrivendone l'attività.
Ad esempio,
- la traccia di un aereo FRIEND che ritorna alla base (Return To Base - RTB) sarà abbinata alla base che deve ospitare l'aereo.
- un aereo cisterna FRIEND sarà abbinato al punto di riferimento del rifornimento, attorno al quale orbita.

Il messaggio PAIRING può essere emesso da una piattaforma C2:
- per specificare la propria attività, per esempio RTB: torno alla base di cui è indicato il numero di traccia,
- per specificare l'attività di una piattaforma non-C2 sotto il suo controllo, ad esempio RTB: l'aeromobile che controllo torna alla base di cui è indicato il numero di traccia.

Sugli schermi, l'abbinamento è generalmente rappresentato, quando si seleziona una delle tracce abbinate, da una linea di colore blu che la collega al secondo oggetto della traccia dell'abbinamento.

#### Numero di oggetti tattici scambiati
La funzione di sorveglianza del Link 16 rende possibile lo scambio di diverse migliaia di oggetti tattici.
Il concetto di Network-centric warfare o NCW richiede che tutti gli oggetti siano memorizzati nel database delle tabelle di piattaforme C2 e non-C2.
I sistemi di combattimento all'inizio del XXI secolo hanno permesso di gestire 2.000 oggetti. Questo è particolarmente il caso della portaerei Charles de Gaulle e dell'E-2C. Da allora, la capacità dei sistemi per la gestione del numero di tracce è stata aumentata, in particolare per l'E-2D USA e l'E-3 della NATO.

#### Visualizzazione di oggetti tattici ricevuti
L'implementazione del Link 16 è fortemente legata all'interfaccia uomo-macchina. La forza di questo data link è registrata dalla sesta edizione dello STANAG 5516, che definisce con precisione le condizioni di acquisizione delle informazioni da parte degli operatori.

##### La griglia di visualizzazione

La proiezione di Mercatore è cilindrica.

Gli oggetti sono visualizzati su una griglia ortogonale in coordinate cartesiane. Questa griglia consente:
- tecnicamente, il posizionamento preciso delle tracce provenienti dai rilevamenti radar,
- operativamente, ai controllori del traffico aereo di effettuare uno stretto controllo degli aerei indicando le rotte visualizzate correttamente sui loro schermi

La griglia è centrata sulla piattaforma che ospita la postazione di controllo, e viene ricalcolata all'incirca ogni minuto per un aereo e ogni dieci minuti per una nave.
È importante notare che, a livello di zona tattica, le differenze di distanza tra:
- un percorso loxodromico, rappresentato su una carta nautica o aeronautica in proiezione di Mercatore aeronautico da una linea retta, che non rappresenta la distanza minima tra due punti
- e il percorso più breve, chiamato percorso ortodromico, illustrato su una carta nautica o aeronautica in proiezione di Mercatore da una curva,

sono trascurabili.
Il percorso di una traccia scambiato tramite Link 16 è determinato a partire dal meridiano di riferimento dalla posizione di quella traccia (con il nord alla posizione della traccia). Il percorso presentato sugli schermi tattici farà riferimento al meridiano di riferimento della piattaforma che ospita la postazione di controllo. In sintesi:
- ll percorso presentata sugli schermi differisce da un vettore C2 all'altro e viene indicata a nord della posizione della piattaforma C2.
- il percorso memorizzato nel database è identico su tutte le piattaforme e viene riferito a nord della posizione della traccia

Alcuni sistemi presentano oggetti su una proiezione cartografica, a detrimento dell'usabilità operativa; ad esempio, a differenza di una griglia ortogonale in coordinate cartesiane ortonormali,
- la direzione nord è verso la parte superiore dello schermo solo nella posizione della piattaforma; altrimenti, la direzione nord differisce leggermente, a seconda della deviazione della posizione dell'oggetto dalla posizione del vettore C2. La differenza è tanto più evidente quando il C2 si trova ad una latitudine elevata.
- le distanze nord /sud e est/ovest sono diverse per lo stesso spazio sullo schermo, a seconda del tipo di proiezione della mappa. Nella proiezione di Mercatore, la distanza in miglia nautiche in est/ovest = numero di minuti in longitudine × Coseno della latitudine del luogo.
- in breve, la precisione delle posizioni dei bersagli trasmessi alle armi a medio e lungo raggio è notevolmente compromessa, se esse sono determinate da una proiezione cartografica invece di una griglia ortogonale in coordinate cartesiane ortonormali.

##### Oggetti visualizzati -Force Tell("visualizzazione forzata") edEmergency("visualizzazione di emergenza")
Gli operatori delle piattaforme impostano i filtri di visualizzazione, al fine di presentare sui loro schermi solo le informazioni desiderate; tuttavia, se necessario, qualsiasi oggetto può essere "spinto" sugli schermi di un'altra piattaforma o "tirato" sui propri schermi.
- Le piattaforme C2 impongono la visualizzazione di un oggetto tattico sulle altre piattaforme C2 inviando un messaggio ForceTell  ("visualizzazione forzata") trasmesso sulla sorveglianza. (Le piattaforme non-C2 non interpretano né questo messaggio né il campo Force Tell incluso nei messaggi di traccia (J3.X) e Interface Unit (J2.X)).
- Le piattaforme C2 impongono la visualizzazione di un oggetto tattico sulle piattaforme controllate non-C2 con un messaggio High Interest Track - HIT ("traccia di alto interesse") pubblicato sul NPG CONTROL.
- Gli operatori delle piattaforme C2 e non-C2 hanno un messaggio di sistema che consente loro di forzare la visualizzazione e il controllo da parte dell'operatore (HOOK) di un oggetto di cui inseriscono il Link Track Number ("numero di traccia sul link"). ("CALL TN" - "AANNN")

Sulle schermate tattiche, alle tracce "Force Tell" e "Emergency" viene assegnato un simbolo identificatore particolare, in modo che l'operatore comprenda a colpo d'occhio perché una traccia appartenente a una categoria o identità filtrata sia stata presentata sul suo schermo.

##### Oggetti visualizzati - Piattaforma non C2 -High Interest Track - HIT("traccia di alto interesse")
Per consentire la visualizzazione immediata di qualsiasi informazione "forzata" o "chiamata", la capacità di memorizzazione delle tracce di un caccia deve essere la stessa di quella delle piattaforme C2 che lo controllano. Senza questa funzionalità su piattaforme non-C2, potrebbero essere necessari fino a 12 secondi per visualizzare una traccia AIR o SURFACE contrassegnata da HIT ; questo ritardo è inaccettabile in situazioni di combattimento.
L'HIT consente ad una piattaforma C2 di inviare informazioni puntualmente utili sullo schermo della cabina di pilotaggio di una piattaforma non-C2.
Operativamente, prima di inviare un ordine di ingaggio ad una piattaforma non-C2 che controlla, la piattaforma C2 evidenzierà la traccia del bersaglio come "High Interest Track". Ciò assicura che l'obiettivo sia comunque visualizzato sullo schermo del caccia destinatario e che nulla impedisca l'esecuzione dell'ordine senza ritardo.

##### Oggetti visualizzati: scelta della visualizzazione

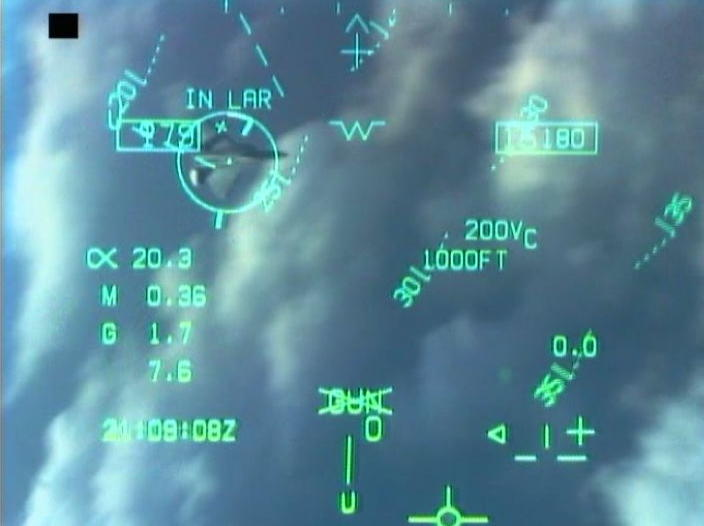
Simboli tattici sull'HUD di un F/A-18.

All'inizio del 2010, grazie alle capacità di calcolo e di memorizzazione, la tecnologia non impone più (sul cliente o sul produttore) scelte preventive sul trattamento delle informazioni che devono essere visualizzate dall'utente operativo.
L'esperienza ha dimostrato che determinate informazioni, considerate in teoria non necessarie, diventano indispensabili in determinati contesti. Ad esempio, le tracce subacquee non sono utili per le missioni di caccia in volo. Nell'esercizio simulato, è stato dimostrato che, nel caso in cui un pilota dovesse eiettarsi dall'aereo sul mare, la visualizzazione del simbolo di un sottomarino FRIEND sullo schermo di un aereo da combattimento conterrebbe, in quel preciso momento, le informazioni essenziali per consentire al pilota di eiettarsi il più vicino possibile ad un sottomarino FRIEND presente nella zona, che potrebbe così recuperarlo rapidamente.
Le conseguenze che sono state tratte da queste simulazioni possono essere riassunte come segue:
Su una determinata piattaforma,
- nessuna informazione dovrebbe essere rifiutata a priori; tutte le informazioni che circolano sulla rete devono essere memorizzate nella tabella delle tracce.
- è responsabilità esclusiva degli operatori decidere quali informazioni debbano essere visualizzate permanentemente sui loro schermi (implementazione dei filtri nella visualizzazione).
- la simbologia associata agli oggetti considerati di minore interesse, per la piattaforma considerata e quindi praticamente mai visualizzata, può essere un simbolo generico la cui utilità è quella di essere in grado di presentare una posizione, risparmiando il costo di sviluppo di tutti i simboli NTDS o APP-6A / MIL-STD-2525A-B.

##### Oggetti visualizzati - Simboli delNaval Tactical Data System - NTDS
| Ambiente            | Friend | Hostile | Unknown | Neutral |
| ------------------- | ------ | ------- | ------- | ------- |
| Air (aircraft)      |        |         |         |         |
| Air (helicopter)    |        |         |         |         |
| Surface Sea         |        |         |         |         |
| Submarine           |        |         |         |         |
| Submarine (torpedo) |        |         |         |         |
| Surface Ground      |        |         |         |         |

#### Le tracce
La sorveglianza consente alle unità di Comando e Controllo (C2) di sviluppare e validare un'immagine tattica. Questa funzione consente loro di scambiarsi
- messaggi di trasmissione delle tracce (informazioni elaborate dai loro sensori)
- messaggi di gestione per risolvere qualsiasi conflitto ambientale:
  - spazio
  - aria
  - Superficie terrestre
  - Superficie marittima
  - Subacquea

- di identificazione:
  - ostile (HOSTILE)
  - sospetto (SUSPECT)
  - neutro (NEUTRAL)
  - presunto amico (ASSUMED FRIEND)
  - amico (FRIEND)

- di tipo di piattaforma (correlato all'ambiente)
  - Portaerei
  - AEW

- di attività di piattaforma
- di partecipazione ad un'esercitazione

e per consentire ad una data unità di integrare le informazioni trasmesse da un'altra.
Una traccia scambiata mediante Link 16 è:
- o, in tempo reale, la sua posizione in latitudine, longitudine, misurata da un sensore, è stata estrapolata al momento della sua emissione
- oppure, non in tempo reale, nella sua posizione in latitudine, longitudine, è associata ad un tempo di osservazione (la durata massima di osservazione è di 23 ore, 59 minuti)

##### Creazione di tracce
Soltanto le unità C2 possono creare Track ("tracce").
Una traccia si chiama:
- LOCAL nel sistema che l'ha creata.
- REMOTE nei sistemi che l'hanno ricevuta.

- Le tracce di categoria AIR ("aerea") o SURFACE ("di superficie") vengono create partendo da rilevamenti provenienti dai radar primari o dall'IFF (Identification Friend or Foe) chiamato anche radar secondario. Dalla fusione di rilevamenti provenienti da più radar il sistema di ogni piattaforma crea una sola traccia LOCAL (cioè i sensori non devono creare tracce).
- Una traccia di categoria AIR o SURFACE è unica. Tuttavia, può essere LOCAL su più piattaforme, per questo deve essere oggetto di una o più correlazioni.
- Una traccia LOCAL ricevuta su Link 16 (la piattaforma non ha la responsabilità di riferire sull'interfaccia Link 16), è ancora considerata LOCAL, ma è chiamata Common LOCAL Track.

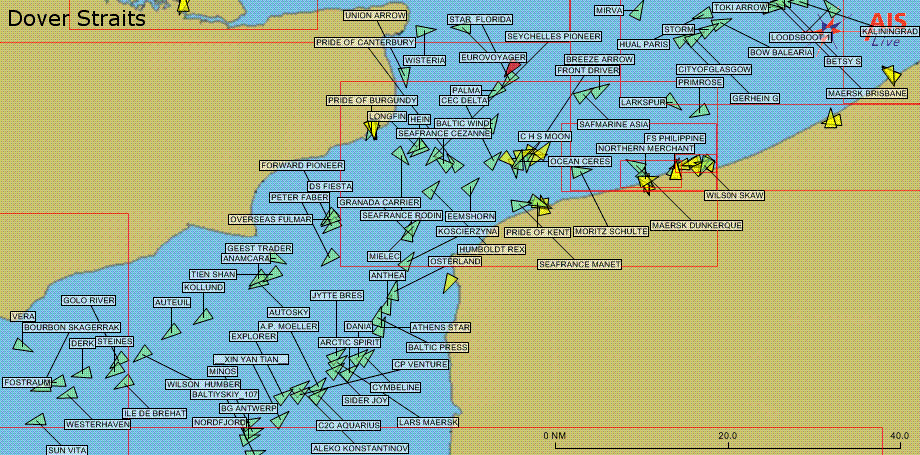
Esempio di situazione del sistema AIS: la Manica Est.

- Le tracce di categoria SURFACE (marittime) possono anche essere create da informazioni fornite dal sistema di identificazione automatica comunemente indicato come AIS (Automatic Identification System); in quest'ultimo caso, l'AIS è considerato (dal punto di vista militare) come un sensore che sviluppa dati grezzi non in tempo reale (cioè posizione, percorso, velocità e tempo di osservazione) e le cui informazioni identificative devono essere consolidate con altri mezzi[65]. Vista dalla piattaforma che lo trasmette sulla rete Link 16, una traccia AIS è quindi una traccia LOCAL non in tempo reale (NTR). Le piattaforme di sorveglianza marittima utilizzano i messaggi a testo libero (Free-Text) per trasmettere su Link 16 le informazioni raccolte dall'AIS. Il formato dei dati AIS rilasciati in Free-Text non era standardizzato nel 2010. Nel quadro dell'accelerazione del suo programma FORCE NET, la US Navy considera l'AIS uno strumento di intelligence a basso costo. Ritiene che, con l'AIS, le navi militari avranno la capacità di rilevare il doppio delle navi commerciali rispetto alla Common Operational Picture - COP ("quadro operativo comune")[66].

- Le tracce della categoria AIR possono anche essere create dalle informazioni fornite dal sistema di sorveglianza automatica comunemente noto come ADS-B (Automatic Dependent Surveillance-Broadcast).

Le tracce di categoria subacquea sono create da
- dati provenienti da sonar
- boe acustiche (in inglese Sonobuoy)
- eventualmente anche da radar (sottomarino in superficie o in immersione a quota periscopica)

Gli aerei non C2 (caccia, bombardieri, rifornitori ...) in quanto sensori remoti del C2 che li controlla, elaborano quindi solo i rilevamenti, che sono trasmessi al C2 sotto forma di messaggi Target Sorting. Al ricevimento di questo messaggio, l'unità di controllo C2 crea e dissemina la traccia sul NPG SURVEILLANCE. I non-C2 possono analogamente trasmettere dei punti (FIX) e dei rilevamenti (LOB: Line of Bearing) EW sul NPG EW. Questi sono solo dati grezzi (PARAMETRIC).
Le informazioni di SURVEILLANCE che una piattaforma C2 è in grado di trasmettere dipendono dai sensori delle piattaforme non-C2 che questa controlla. Le caratteristiche dei vari sensori di bordo si stanno evolvendo in base allo sviluppo di nuovi standard per aerei da caccia. Il piano di implementazione dei messaggi di SURVEILLANCE di una piattaforma C2 non può quindi essere limitato, sia in trasmissione che in ricezione. In particolare, una piattaforma C2 deve avere la capacità di trasmettere tutte le informazioni sulla guerra elettronica, provenienti da piattaforme non-C2 sotto il suo controllo.
Il ritorno dei dati di traccia direttamente da un C2 a un non-C2 che questo controlla, attraverso il NPG CONTROL (Uplink), pratica ereditata dal Link 4A, è stato utilizzato da forze armate che non hanno raggiunto un livello operativo sufficiente per funzionare pienamente in una forza che applica i concetti di lavoro derivati dalla Network-centric warfare. Questa pratica ha causato confusione derivante dal ricevimento delle stesse informazioni sulla traccia da parte di due canali diversi (NPG Surveillance e Control). Questo non è più consentito a causa della restrizione del numero di TimeSlot assegnati al "controllo uplink", imposto dalla saturazione della rete.

##### Tracce in statoEXERCISE"Esercitazione"
Ai fini di addestramento, le piattaforme FRIEND (Air, Surface, Sub-surface) possono partecipare a un'esercitazione. Queste tracce sono oggetto di una visualizzazione particolare; per esempio, lo sfondo del simbolo è una 'X' arancione.
A tutte le identità può essere assegnato l'attributo "Exercise", con le seguenti nomenclature codificate:
- una traccia HOSTILE EXERCISE si chiama FAKER,
- una traccia SUSPECT EXERCISE si chiama JOKER .

Sui sistemi, tutte le tracce in "Exercise" passano automaticamente allo stato FRIEND, non appena una traccia HOSTILE appare sulla rete (non in esercitazione) o alla fine dell'esercitazione, specialmente quando viene ricevuto il messaggio. "Exercise Status Change"

##### Punti di urgenza (EMERGENCY)
I punti di urgenza (EMERGENCY) sono essenzialmente:
- l'allarme di "uomo in mare" (MAN IN WATER)
- un ammaraggio di emergenza (DITCHING) di un aeromobile
- l'eiezione (BAIL OUT) del pilota di un aeromobile. Le piattaforme C2 hanno la possibilità di creare automaticamente un punto di emergenza "BailOut", nella posizione dell'aeromobile, quando le informazioni di emergenza "BailOut" vengono ricevute per la prima volta nel messaggio PPLI. Un messaggio di associazione consente di conoscere il collegamento tra il punto di emergenza e l'aeromobile interessato. Queste informazioni sono essenziali per avviare rapidamente la necessaria missione di recupero Combat Search And Rescue - CSAR.
- una nave in pericolo (Distressed Vessel).

##### Punti di riferimento (REFERENCE POINT)
La sorveglianza consente anche lo scambio di messaggi che descrivono l'ambiente del teatro operativo (come punti di riferimento: corridoi aerei, rotte marittime, pericoli: campi minati, ecc.).

##### Punti fissi e rilevamenti
La sorveglianza consente anche la diffusione dei punti fissi e dei rilevamenti elaborati dai sensori di Guerra Elettronica dopo che sono stati consolidati (EW Product).
Infine, la sorveglianza prende in considerazione anche la lotta antisommergibile, e trasmette punti fissi e rilevamenti Anti-Submarine Warfare - ASW sviluppati da sonar e FLIR. Il ritmo della lotta antisommergibile, tuttavia, non richiede un tasso di aggiornamento più alto di quello offerto dal Link 16.

##### Scambio di tracce nella rete multi-link di dati della Serie-J
La funzione di sorveglianza è comune ai tre Data Link tattici della serie J, che funzionano come una rete "logica" singola. Nel quadro della rete logica singola ideale, la funzione dataforwarder non esiste; tutti i partecipanti sono quindi abbonati ai tre data link. La principale difficoltà che impedisce l'implementazione di questa rete logica ideale risiede nelle difficoltà (tecniche e finanziarie) di integrare i tre data link in alcune piattaforme. Questo è il motivo per cui molti studi stanno lavorando a monte sulla singola rete logica "Over-IP"; in questo contesto, l'utente accede alle informazioni di interesse senza doversi preoccupare del percorso (Tactical Data Link) utilizzato per questo scopo.

##### Correlazione su una piattaforma (Local Track / Track Received)
La correlazione è il processo, applicato su ciascuna piattaforma C2, con il quale i dati di una traccia (esclusivamente di categoria Air o Surface) risultanti dalle misurazioni del (o dei) sensore(i) e quelli di un'altra traccia (Air o Surface) ricevuta sul link, vengono uniti in una singola traccia "locale" contenente dati "esterni" (Remote). Nella "tabella delle tracce", una traccia correlata è rappresentata da un singolo oggetto, composto da dati locali e dati esterni. L'obiettivo della correlazione è di mantenere la SURVEILLANCE, un'immagine tattica comune a tutte le piattaforme, aggiornata in tempo reale.
Il processo di correlazione, eseguito su una piattaforma, è l'implementazione software di una metodologia di correlazione che deve risolvere ambiguità e informazioni contrastanti per fornire ad altre piattaforme una sintesi di informazioni di monitoraggio utili dal punto di vista operativo.
Le possibili ambiguità includono:
- tracce perse,
- tracce aggiuntive,
- errori di posizione e velocità.

Dal punto di vista di una piattaforma,
- la correlazione delle tracce locali con le tracce remote ricevute sul Link 16 viene utilizzata per determinare l'unità responsabile della trasmissione, in modo che una traccia sia soggetta a un solo responsabile del suo riporto.

Questa limitazione massimizza l'uso della capacità del data link. Elimina la "confusione" che i report di più tracce possono generare sui sistemi di comando e controllo attuali (C2).
- Dopo la correlazione tra una traccia locale e una traccia esterna (Remote),
  - viene mantenuto il numero di traccia più piccolo, tranne nel caso di eventuali Operational Contingency Constraints ("limiti operativi") che impongono la conservazione della TN più grande.
  - solo gli elementi cinematici dei sensori locali sono considerati per la visualizzazione,
  - le informazioni esterne vengono memorizzate e, se necessario, arricchiscono i dati locali; questo è particolarmente vero per le informazioni sull'altitudine e sull'IFF.
- una traccia viene riconosciuta correlata fino a quando la piattaforma non assume la Responsabilità del Report (R2); secondo l'AdatP-33, prende il nome di "Common Local Track"
- Quando viene preso R2, il collegamento di correlazione viene interrotto perché la piattaforma non riceve più dati "posizione / cinematica" esterni; secondo l'AdatP-33, prende il nome di "Local Track". Tuttavia, l'"arricchimento" fornito dai dati esterni (ID, IFF ...) viene conservato.

In sintesi, una traccia (Air o Surface) è:
- "Local" sulla piattaforma che detiene la R2,
- "Common Local" o "Remote" su piattaforme che non hanno R2.

##### Decorrelazione su una piattaforma
Su una determinata piattaforma, la decorrelazione può essere eseguita solo su una Common Local Track, cioè dal sistema di missione di una piattaforma C2, che non detiene la R2 della traccia da decorrelare.
- Vista dalla rete, la decorrelazione consiste nell'arrestare lo stato di trasmissione di una singola traccia per due oggetti della modalità reale.
- Vista dalla piattaforma all'origine della decorrelazione, si riduce a un cambiamento nel numero di traccia della traccia posseduta localmente. Al termine di questa modifica del numero di traccia, i messaggi di 2 tracce (una traccia LOCALE e una traccia REMOTE), ciascuna corrispondente ad un oggetto del mondo reale, circolano sulla rete.

##### Messaggi di gestione della situazione tattica
Le piattaforme che non dispongono di R2 dispongono di messaggi di gestione per portare nuovi dati esterni (diversi da "posizione / cinematica") all'unità con la Report Responsibility (R2).

##### Pursuit Quality (TQ)("qualità della traccia") eReport Responsibility (R2)

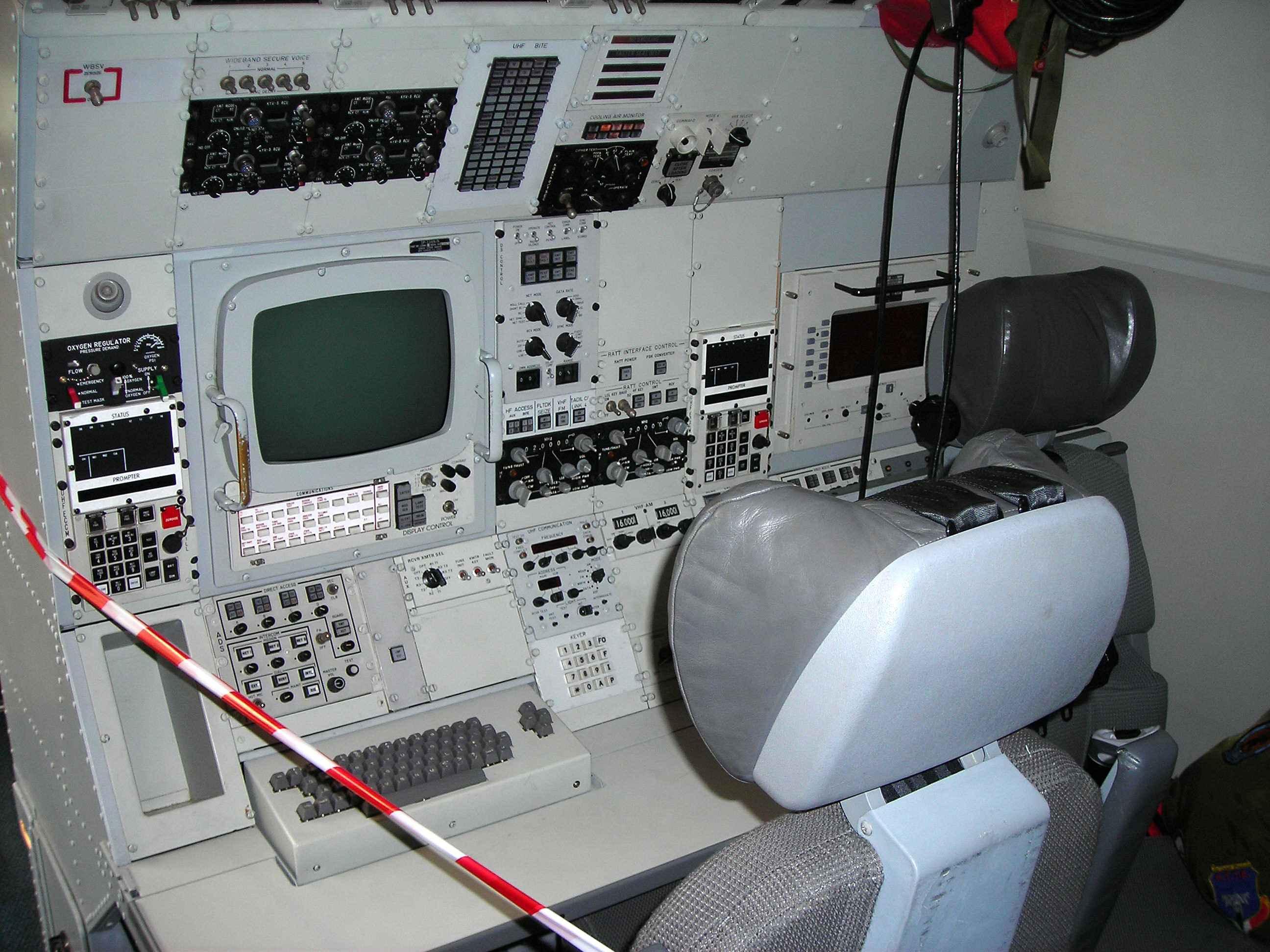
Console tattica di un E-3 (prima dell'aggiornamento).

La combinazione di Report Responsibility (R2) e Track Quality (TQ) viene utilizzata dai TDL per mantenere la qualità dell'immagine tattica (limitando le ambiguità) e minimizzare l'onere degli scambi sui data link.
Il misuratore di qualità della traccia TQ viene utilizzato per stabilire l'unità più appropriata per trasmettere una traccia AIR o SURFACE.
Nei dati della Serie-J, il valore TQ delle tracce in tempo reale va da 1 (valore minimo) a 15 (valore massimo). Un valore di precisione posizionale definisce ciascun valore di TQ a prescindere dal valore di TQ = 0, che definisce una traccia temporale non reale. Il valore più alto di TQ richiede una precisione superiore a 50 piedi (17 m).
La TQ è un'informazione contenuta in ciascun messaggio della traccia della categoria AIR o SURFACE.
L'unità con il miglior TQ assume quindi la Report Responsibility (R2) fino a quando un'altra unità presenta un TQ sufficientemente più alto per assumere la R2 della traccia.
Il concetto R2 non è limitato alle tracce AIR e SURFACE associate alla nozione di TQ. Si applica anche a punti di riferimento, punti di emergenza, superfici, come nella lotta antisommergibile, la "zona NOTACK" che definisce un'area assegnata per un dato tempo a un sottomarino FRIEND e nella quale è vietato qualsiasi attacco.

#### ITrack Numbers(TN) ("numeri di traccia")
Il numero di traccia (in inglese Track Number, comunemente abbreviato in TN) è l'identificatore di una traccia. È composto da due termini alfanumerici (codificati su 5 cifre) e tre termini numerici codificati su tre cifre. È quindi nella forma A.A.N.N.N (con N espresso in ottale).
Nel contesto della singola rete logica attualmente implementata, il dataforwarder consente lo scambio di ordini di coordinamento tra unità che implementano diversi Data Link tattici (ad esempio, Link 16 e Link 22).
In una rete logica multi-link, i numeri di traccia sono comuni a tutti i TDL. Le TN inferiori a 077778 sono chiamate LowTN e sono condivise con TN della Serie-M (Link 11). Le TN maggiori di 077778 sono chiamate HighTN e sono disponibili solo per i TDL della Serie-J.
Nel mondo dei dati della Serie-J, il numero di TN consente di designare circa 524.000 tracce, mentre in quello dei dati della Serie-M (quello del Link 11) c’è la forte limitazione a 4092 tracce totali. Questa è la ragione principale dell'abbandono del Link 11 nelle operazioni su larga scala.
| L'inadeguatezza del numero di "Track Number" disponibili nel Link 11 rispetto alle necessità operative è stato drammaticamente evidenziato il 3 Luglio 1988 a bordo dell'incrociatore USS Vincennes (CG-49), quando questa nave abbatté l'Airbus A300 del volo Iran Air 655. Quel giorno, numerose piattaforme stavano partecipando alla rete Link 11. Il volo Iran Air 655 era stato trasmesso dal Vincennes sul Link 11 con la traccia numero 4474 (TN 4474), mentre l'USS Sides (FFG-14) l'aveva trasmesso con il TN 4131. Dopo un breve periodo, a seguito della correlazione delle due tracce sull'USS Vincennes, solo il TN 4131 fu mantenuto per il volo Iran Air 655. Più tardi l'USS Spruance (DD-963), che incrociava a 150 miglia nautiche da quell'area, attribuì il TN 4474 ad un A6 Intruder che era in procinto di atterrare, ben lontano dalle operazioni. Ciò ha portato ad un errore nella valutazione della traiettoria dell'Airbus quando il comandante del Vincennes si è posto la domanda "Che cosa fa il TN 4474?" pensando che questo numero di traccia fosse sempre quello assegnato al volo Iran Air 655. Il fatto che l'A6 Intruder fosse in discesa, mentre l'Airbus A300 era in salita, contribuì ad innescare la tragedia che sarebbe costata la vita a 290 passeggeri. Questa esperienza, e l'elevato numero di Track Number disponibili per i Data Link della Serie-J, hanno escluso per il Link 16 l'uso dei TN POOL (diverse piattaforme utilizzano lo stesso blocco di TN) che era in vigore nella rete Link 11 durante quel drammatico evento. Inoltre, questo ha aiutato a rimuovere la riluttanza di molte marine, inclusa la Marina francese, ad abbandonare il Link 11 in favore del Link 22. Va notato, tuttavia, che all'inizio del 2010, ben 22 anni dopo la tragedia del volo Iran Air 655, ancora nessuna delle piattaforme operative francesi - in particolare quelle del gruppo aeronavale - aveva il Link 22. Sarà solo dall'implementazione del Link 22 oltre al Link 16, che la Marina francese avrà una rete di Data link tattici omogenea, che gli permetterà di dialogare allo stesso livello della rete multi-link dell'US Navy. |

Alcune gamme di TN hanno assegnazioni speciali:
- da 000018 a 000768: questi numeri sono assegnati alle Interface Unit (dove IU tiene conto di tutti i partecipanti attivi in una delle reti che operano nel teatro di operazioni) e in via prioritaria alle Participating Unit (PU: le PU sono le IU che partecipano al Link 11-A)
- 000778: questo numero è vietato durante le operazioni. È stato utilizzato negli Stati Uniti, durante le esercitazioni, da un AEW delle forze "blu" per trasmettere, generalmente in Link 11, le tracce rilevate alle forze "arancioni" e quindi per salvare il volo di un secondo AEW a beneficio delle forze "arancioni".
- da 001008 a 001758: questi numeri sono assegnati alle Interface Unit e in via prioritaria alle Reporting Unit (le RU sono le IU che partecipano al Link 11-B)
- 001768: numero riservato all'unità che esegue il ponte tra Link 11 e Link 16 (chiamato Dataforwarder)
- 001778: numero destinato ad indicare che viene trasmesso un messaggio di ordini (broadcast: tutte le unità sono destinatarie del messaggio)
- 077778: numero riservato per il gestore di rete

Tramite il messaggio "OPTASK LINK", il Joint Interface Control Officer - JICO ("responsabile dell'interfaccia congiunta") assegna a ciascuna IU un blocco di numeri di tracce, dal quale questa prenderà il TN che assegna automaticamente a una traccia al momento della sua trasmissione, utilizzando il metodo First in, First out. Tuttavia, gli operatori possono assegnare manualmente uno qualsiasi dei TN al di fuori della gamma di TN assegnati alla loro piattaforma: la TN non è affatto un'indicazione dell'interfaccia utente che causa la trasmissione della traccia, ma solo sull'unità all'origine della sua creazione, se il TN è stato assegnato automaticamente.
Le JTIDS Unit (JU: le IU del Link 16) può avere qualsiasi numero numerico (in ottale) o N.N.N.N.
In una rete logica che non è esclusivamente Serie-J, le JU non-C2 non possono avere TN inferiore a 0.0.2.0.08 perché sono trasmesse in Link 11 dal dataforwarder come tracce e non come IU.

### Electronic Warfare(Guerra Elettronica)
La funzionalità "guerra elettronica" beneficia degli alti tassi di aggiornamento offerti dal Link 16 nel NPG EW. Offre opportunità di ricerca e analisi coordinate da piattaforme la cui funzione primaria o secondaria è la guerra elettronica.
Soddisfa la crescente necessità di coordinamento tra le piattaforme Information, Surveillance, Recconaissance - ISR ("Informazioni, Sorveglianza, Ricognizione") e le piattaforme C2. Tra le piattaforme C2, gli ordini di coordinamento della guerra elettronica sono scambiati direttamente dalle cellule dedicate a questa funzione. Sulle piattaforme C2 responsabili della diffusione di informazioni consolidate sulla sorveglianza, le informazioni sull'identità, in particolari cellule concernenti gli HOSTILE, devono essere convalidate da un'autorità autorizzata prima del rilascio.

#### Ruolo delle piattaforme SIGINT nella rete tattica

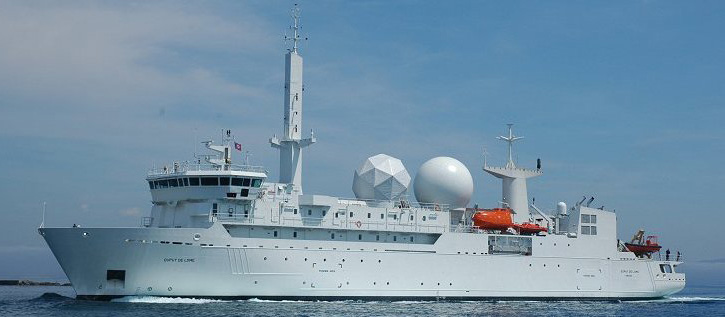
La Dupuy-de-Lôme della Marina francese, è una nave SIGINT non integrata nella rete tattica: non implementa il Link 16.

La funzionalità di "guerra elettronica" è implementata attraverso lo scambio di messaggi EW con dati grezzi (EW Parametric) tra piattaforme C2 e piattaforme non-C2, all'interno del NPG EW.
In teoria, una singola unità di rete C2 è responsabile, partendo da questi dati grezzi (EW Parametric), della creazione e la diffusione delle informazioni consolidate di "Electronic Warfare" (EW Product) sul NPG SURVEILLANCE. Per garantire questa funzione, questa piattaforma deve essere sede di comando, o avere l'autorità responsabile per l'identificazione SIGINT, cioè SIGnals INTelligence ("spionaggio di segnali"), o la SIGINT Identification Authority - SIA ("autorità di identificazione SIGINT") e deve disporre delle risorse tecniche e umane necessarie per la realizzazione pratica di questa funzione. Questa esigenza è stata implicitamente espressa per anni dall'aviazione.
In pratica, poche unità C2 hanno la capacità tecnica per eseguire questo compito. Tuttavia, l'integrazione del velivolo SIGINT nella rete Link 16 dovrebbe, dal 2010, migliorarne la funzionalità di "guerra elettronica", in particolare nelle funzioni ELINT, cioè ELectronic-signals INTelligence ("spionaggio di segnali elettronici") e COMINT, cioè  COMmunication INTelligence ("spionaggio di comunicazioni vocali o testuali"). Queste piattaforme permettono di arricchire l'immagine tattica da un database dell'ORBAT ("ordine di battaglia") prestabilito.

#### L'Electronic Warfareed il concetto diNetwork-centric Warfare (NCW)

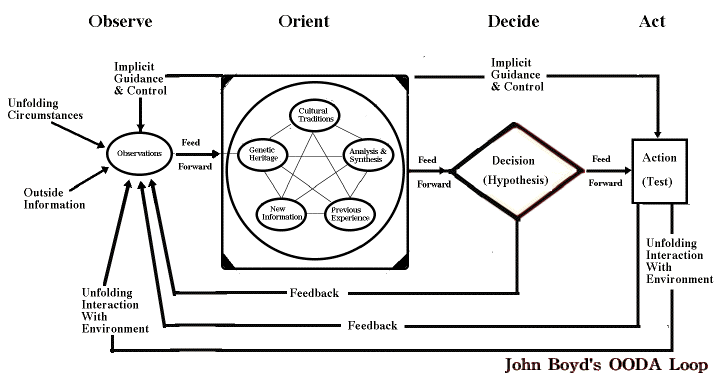
Rappresentazione schematica dell'OODA loop.

La velocizzazione del ciclo OODA, cioè la prima applicazione del concetto di Network-centric Warfare - NCW ("guerra di rete"), comporta l'obbligo, non sempre accettato dagli specialisti di guerra elettronica, di integrare aeromobili con funzioni SIGINT a livello tattico nella rete Link 16. Questo è l'unico modo per consentire una risposta quasi immediata ad una nuova minaccia EW rilevata.
Nel 2009 è stato ampiamente accettato che il tempo di risposta alle minacce non dovrebbe superare i 6 minuti per essere efficace. Ciò implica anche che gli aerei da combattimento partecipino al NPG EW, al fine di alimentare l'aereo C2 con funzioni SIGINT con dati grezzi (EW Parametric). In questo contesto, è responsabilità esclusiva del C2 SIGINT divulgare i dati prodotti (EW Product) sul NPG SURVEILLANCE.
Questo CONOP ("concetto di operazione") è affermato negli Stati Uniti in tutti i documenti operativi JOINT, AIR, EARTH e SEA. All'interno della NATO ci vuole più tempo per applicarlo, a causa del bisogno (reale o immaginario) di riservatezza dei dati SIGINT o COMINT. La sfida per le nazioni della NATO è quella di contribuire tatticamente senza il rischio di rivelare le proprie informazioni riservate appartenenti all'area strategica. Solo una volontà politica condivisa dai responsabili nazionali consentirà di rimuovere gli ostacoli rimanenti. L'arrivo di nuove nazioni nella NATO, più all'avanguardia di quelle appartenenti alle nazioni "storiche", spinge in questa direzione, perché i loro CONOP sono allineati con quelli degli Stati Uniti.
L'integrazione della "guerra elettronica" nelle reti tattiche è la grande sfida del decennio 2010. Essa comporta in particolare una revisione completa dell'architettura dei sistemi di informazione delle piattaforme (aerei, navi e veicoli terrestri) consentendo in particolare la connessione diretta dei sottosistemi di guerra elettronica delle piattaforme C2 al NPG EW per lo scambio di informazioni non elaborate (EW Parametric); I sistemi di direzione del combattimento elaborano solo le informazioni consolidate (EW Product).
La catena di comando è fortemente coinvolta nell'implementazione del Link 16 all'interno della guerra elettronica. Le responsabilità devono ora essere condivise tra i comandanti tattici incaricati dell'elaborazione immediata delle informazioni e i controllori operativi incaricati di raccogliere, memorizzare e consolidare le stesse informazioni.

#### Il Comando e Controllo (C2)
La funzionalità di Comando e Controllo (C2) è suddivisa in tre funzioni principali:
- Tra piattaforme C2:
  - il coordinamento delle armi
  - lo scambio di ordini a livello tattico
- Tra una piattaforma C2 e le piattaforme non-C2 che questa controlla:
  - controllo della piattaforma non-C2

Il destinatario di un ordine di Comando e Controllo può anche essere presente solo passivamente sull'interfaccia (RADIO SILIENT). In questo caso, solo l'osservazione dell'atteggiamento di quella piattaforma rivelerà la buona ricezione dell'ordine.

#### L'ergonomia dello sviluppo dei messaggi di Comando e Controllo
Sulle piattaforme C2, lo sviluppo dei messaggi COMMAND e CONTROL deve soddisfare forti vincoli:
- un messaggio deve essere in grado di essere lanciato da un operatore in meno di 5 secondi, specialmente in condizioni di stress
- la risposta ad un ordine deve poter essere lanciata in meno di un secondo

Questo è il motivo per cui i sistemi di combattimento acquisiscono automaticamente i numeri di traccia (TN). L'inserimento manuale dei TN è escluso in condizioni di stress.
In genere, le regole di creazione dei messaggi si applicano nel seguente modo ordinato:
- L'obiettivo è HOOKED ("agganciato29
- viene designato il destinatario dell'ordine o dell'arma per eseguirlo
- l'ordine è generato, solitamente in un unico gesto (azione su un pulsante)
- il sistema acquisisce automaticamente i numeri di traccia:
  - TN del Target,
  - TN del destinatario
  - (oppure) TN dell'arma e TN del destinatario, che è quella dell'unità di controllo
- Il messaggio è inviato sul link

#### Il Coordinamento delle Armi (Weapon Coordination)
La funzione "coordinamento delle armi" consente alle unità C2 di scambiarsi i messaggi necessari per evitare il doppio ingaggio su di uno stesso obiettivo (doppia designazione).
Permette di scambiare i messaggi necessari per l'uso ottimizzato delle armi, sia quelle imbarcate sulla piattaforma C2 stessa sia quelle controllate (cioè a bordo delle piattaforme non-C2). Ad esempio, se un aereo da combattimento prepara un attacco su un bersaglio già impegnato, la piattaforma C2 già impegnante si rivolgerà all'unità C2 che controlla il jet da combattimento, per rimuovere il conflitto di ingaggio.
Numerosi studi si sono concentrati sull'aiuto all'attacco fornito dall'implementazione del Link 16 sui missili. Il lavoro si concentra sullo sviluppo di un terminale leggero in termini di peso, volume e prezzo a bordo di un missile.

#### Gli Ordini (COMMAND)
I messaggi di ordine vengono scambiati solo tra piattaforme C2.
Questi sono gli ordini:
- coordinamento, durante lo svolgimento della missione, come l'ordine di garantire un determinato compito: "Assume Duty" o quello di prendere il controllo di un'unità non-C2: "Assume Control"
- identificazione, al fine di identificare visivamente un oggetto in movimento: "Visual Ident"
- sicurezza, per mantenere una piattaforma lontana da un'area pericolosa: "Salvo"
- di ingaggio, come quello di ingaggiare un bersaglio con un caccia ""Engage With Aircraft"

#### Il Controllo (CONTROL)
I messaggi di controllo vengono scambiati solo tra la piattaforma C2 e le piattaforme non-C2 che questa controlla.
La funzione CONTROL consente lo scambio di informazioni e ordini tra un'unità C2 e le unità non-C2 controllate (essenzialmente aerei da combattimento, bombardieri, aerei di tipo Intelligence ed Electronic Warfare, aerocisterne, elicotteri). Viene principalmente implementato dal Link 16. Tuttavia, non è escluso che in futuro questa funzione sia disponibile per il Link 22 e il collegamento J-over-IP.
La funzione CONTROL diventa essenziale in quanto gli aerei non-C2 partono sempre più spesso senza conoscere i loro bersagli, ma devono colpire rapidamente il bersaglio dopo la sua localizzazione. Ad esempio, nel 2003, durante l'operazione Iraqi Freedom, il 40% delle sortite dei B-2 aveva cambiato i propri obiettivi durante il volo. Il Link 16 è il modo migliore per effettuare un cambio di missione di velivoli non-C2 in volo. L'obiettivo mostrato dai comandanti tattici è di colpire obiettivi sensibili in meno di 10 minuti dopo la localizzazione e l'identificazione.
La funzione CONTROL è stata inizialmente implementata dalla US Navy: era una delle funzioni del Link 4. Le piattaforme non-C2 erano aerei da caccia (per lo più F-14), che "facevano scendere" le informazioni da loro acquisite verso le navi militari. Queste ultime "facevano risalire" agli aerei le tracce ed i punti di riferimento della situazione tattica. Ecco perché:
- gli scambi da piattaforme non-C2 verso piattaforme C2 sono chiamati DownLink
- gli scambi da piattaforme C2 a piattaforme non-C2 sono chiamati UpLink

La funzione CONTROL non è limitata al controllo degli aeromobili, ma si applica anche al controllo delle stazioni missilistiche terra-aria.
L'allocazione dei TimeSlot del NPG CONTROL è condivisa dagli scambi del controllo DownLink e di quelli del controllo UpLink.

##### Il Controllo inDownLink
I rilevamenti di piattaforme non-C2 sono "fatte scendere" verso le piattaforme C2. Solo loro hanno la responsabilità di creare e aggiornare le tracce, dopo aver tentato di unire i rilevamenti ricevuti dai non-C2 con quelli dei propri sensori.
Gli elicotteri antisommergibili "fanno scendere" verso la piattaforma C2 che li controlla:
- i rilevamenti delle boe acustiche (rilevamenti, cerchi di detezione, "rilevamenti + distanze")
- i rilevamenti dai sonar "immersi".

Questo è il caso del EH101 HM.1 della Royal Navy. Fino al 2009, nessuna decisione è stata presa in questa direzione per gli NH-90 della Marina francese.
Le piattaforme non-C2 "fanno scendere" le risposte agli ordini di ingaggio e di guida, nonché gli stati di ingaggio.

##### Il Controllo inUpLink
Le piattaforme C2 "fanno risalire" verso le piattaforme non-C2 i collegamenti tra i loro rilevamenti e le tracce trasmesse nel NPG SURVEILLANCE.
Anche le piattaforme C2 "fanno risalire" ordini di ingaggio, ordini di guida e piani di volo.

#### Il cambio di unità controllante (Handover)
L'Handover ("passaggio di consegne") è una fase essenziale delle operazioni messe in opera da piattaforme C2 e piattaforme non-C2. L'Handover consente a una piattaforma non-C2 di modificare la piattaforma C2 controllante senza scambiare parole in voce.
L'Handover illustra bene l'uso dei diversi NPG, nonché i concetti di utilizzo del Link 16 nel controllo degli aerei non-C2.
Si distinguono:
- L'Handover che consiste nello scambio di messaggi tra la piattaforma C2 "perdente" (quella che cede il controllo) e la piattaforma C2 "vincente" (quella che prende il controllo)
- L'Handshake ("accordo") che consiste nello scambio di messaggi tra la piattaforma C2 perdente o vincente e la piattaforma non-C2 durante l'Handover (il passaggio di consegne)

## La navigazione

### Necessità di precisione nella navigazione
Prendiamo il caso del capo di una pattuglia di 5 aerei da combattimento. Sul suo schermo principale, vede la propria piattaforma (Ownship) situata al centro ed i quattro membri della pattuglia, di solito ognuno presentato da un cerchio con al centro il numero della sua posizione nella pattuglia. Lo scambio di messaggi PPLI tra caccia permette di presentare un'immagine in cui si può individuare ogni membro della squadra a colpo d'occhio. Questo è veramente efficace solo se la navigazione è accurata. Questa precisa navigazione si basa sui dati di navigazione del capo-pattuglia (Ownship) stesso, ed è basata sullo scambio di messaggi PPLI tra gli aerei della pattuglia. Lo scambio di messaggi PPLI affidabili richiede che la navigazione aerea sia accurata.
L'accuratezza della navigazione è essenziale anche per lo scambio di rilevamenti radar all'interno della pattuglia. Ogni aereo individua un rilevamento proprio in relazione a se stesso (Ownship). Tuttavia, se due aeromobili accumulano errori di navigazione, questi errori si trovano nei messaggi che riportano la posizione assoluta del bersaglio. La conseguenza è l'impossibilità di unire i rilevamenti all'interno della pattuglia ed il controllore C2 riporterà due tracce invece di una.
Per stabilire se ci sono due obiettivi o solo uno, ciascun velivolo utilizzerà algoritmi di correlazione degli obiettivi che saranno basati, in parte, sulla differenza di distanza tra le posizioni degli obiettivi scambiate nella finestra di correlazione. Se l'errore di navigazione è elevato, la finestra di correlazione può essere ingrandita in modo che solo un'entità venga interpretata correttamente. Tuttavia, una grande finestra di correlazione può portare alla correlazione di due obiettivi distanziati, ciascuno visto da un altro aeromobile. Tali errori di correlazione possono portare a spiacevoli sorprese specialmente quando i FRIEND sono vicini agli HOSTILE. Pertanto, la navigazione imprecisa porta ad una scarsa capacità di correlare correttamente.
Se, sfortunatamente, l'Inertial Navigation System - INS ("sistema di navigazione inerziale") del caccia ha una deriva significativa rispetto ai requisiti del Link 16 (ad esempio, circa 0,7 miglia nautiche/h per l'F-15C), se viene effettuato l'allineamento INS molto prima del decollo, una certa deriva può essere osservata già prima che l'aereo decolli. Fortunatamente, i terminali Link 16 offrono una capacità di navigazione relativa.
La necessità di una navigazione precisa è anche molto importante per le piattaforme di sorveglianza C2, che inseguono le tracce in relazione alle proprie posizioni; l'errore di navigazione della piattaforma viene aggiunto a quello del sensore di rilevamento quando si trasmettono le tracce su NPG Surveillance del Link 16. Comunque, attualmente queste piattaforme sono dotate di GPS.

### Modalità di navigazione offerte dal Link 16
Esistono due modalità di navigazione nel Link 16:
1. navigazione assoluta: geodetica (Geo Grid), di cui segue un esempio.
2. navigazione relativa: rettilineare a griglia planare - Relative Rectilinear Planar Grid (Rel Grid)[4].

### La navigazione geodetica

#### Generalità
La navigazione geodetica viene effettuata in parte mediante la misurazione del Time Of Arrival - TOA ("tempo di arrivo"). In una rete, tutti i terminali devono utilizzare la stessa modalità operativa nel range (Range Mode), altrimenti le misurazioni TOA porterebbero a calcoli errati della distanza.
Un'altra parte della navigazione geodetica è fatta grazie alle informazioni scambiatet di posizione e tempo. Una navigazione geodetica efficace richiede fonti esterne e locali, con un'eccellente qualità di posizione (Precision Quality - Pq) e qualità del tempo (Time Quality - Tq).

#### Descrizione
La navigazione geodetica è descritta in questa sezione in modo semplificato, per consentire di capire come funziona l'algoritmo di navigazione.
Prendiamo un aereo in volo che riceve i messaggi PPLI da due piattaforme GROUND (di terra). La funzione di navigazione tiene conto dei dati di posizione e velocità, forniti, ad esempio, ogni 50 millisecondi dal terminale tramite l'INS (sistema di navigazione inerziale). Il terminale contiene il modello matematico della dinamica dell'aeroplano. Dopo che la centrale inerziale di navigazione (INS) è allineata, il terminale prende la prima posizione ricevuta dall'INS come posizione iniziale e inizia a utilizzare i dati di "velocità" per stimare la posizione dell'aeromobile tramite il modello.
Successivamente, il terminale determina la differenza tra la posizione fornita dall'unità inerziale di navigazione e quella di valutazione propria e trasmette le correzioni all'elaboratore di volo ogni 50 millisecondi. Il terminale MIDS trasmette questa posizione e velocità stimata nel suo messaggio PPLI. La posizione trasmessa tiene conto della deriva INS per determinare la qualità della posizione (Pq) in un modo simile alla qualità del tempo (Tq).
In questo esempio, quando l'aereo entra nella rete, riceve i messaggi PPLI dalle due piattaforme LAND che trasmettono anche la loro posizione e il loro Pq. Ogni sito LAND fornisce una qualità di posizione massima (Pq = 15) perché la posizione è fissa e perfettamente nota.
Quando il terminale dell'aeromobile riceve un messaggio PPLI, misura il Time Of Arrival - TOA ("tempo di arrivo") nel tempo di rete. La funzione di navigazione del terminale conosce il TimeSlot di trasmissione del messaggio PPLI e, dal TOA misurato, calcola la durata teorica della propagazione dalla sorgente. Questo fornisce una stima della distanza tra il terminale di trasmissione e il terminale di ricezione.
- Il terminale di ricezione determina il TOA teorico dalla distanza che lo separa dal terminale di trasmissione prendendo in considerazione la posizione ricevuta nel messaggio PPLI.
- Il confronto tra TOA misurato e TOA teorico consente di calcolare un errore di distanza. il terminale MIDS regola la sua posizione stimata per ridurre questo errore se e solo se, la qualità della posizione (Pq) della sorgente è migliore della sua.
- Questo calcolo viene eseguito successivamente per ciascun PPLI ricevuto, il che consente di migliorare e mantenere la stima dell'errore di posizione.

Durante il ricevimento dei messaggi PPLI e l'elaborazione del loro TOA, il modello del terminale continua a utilizzare la velocità fornita dall'unità inerziale per estrapolare la posizione dell'aeromobile. Tuttavia, ci sono errori di valutazione a distanza. Essi dipendono dalla qualità della posizione dell'origine (Pq) e dalla capacità del terminale di determinare i suoi errori. La qualità della valutazione dell'errore di distanza dipende dalla capacità del terminale ricevente di misurare il TOA e dalla capacità dei terminali sorgente e ricevitore di conoscere con precisione il tempo di rete (ad es. le Tq).
La funzione di navigazione del terminale esegue le correzioni di posizione in base alla posizione ricevuta e alla relativa Time Quality (Tq) in ciascun messaggio PPLI. Se la Position Quality (Pq) e la Time Quality (Tq) ricevute sono eccellenti e la qualità corretta della posizione (Pq) è piccola, la correzione terrà conto di gran parte dell'errore calcolato. Al contrario, se la Pq e la TQ ricevute sono piccole, la correzione applicata potrebbe essere piccola. Pertanto, una navigazione geodetica efficace richiede la ricezione di messaggi PPLI con eccellenti qualità posizionali (Pq) e di tempo (Tq).

## Nazioni utilizzatrici del Link 16

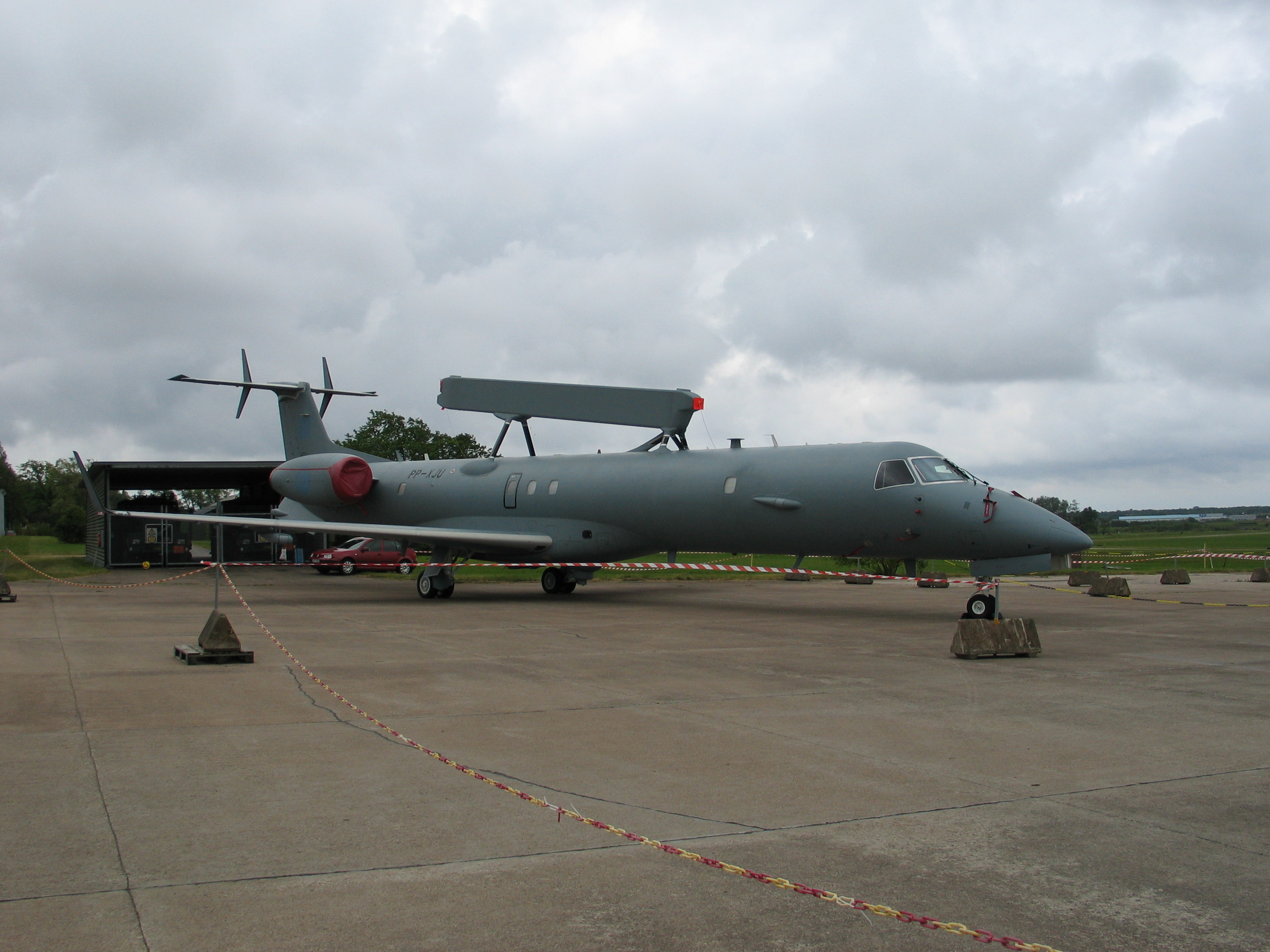
Esempio di C2: Embraer R-99A Erieye (EMB-145 AEW & C) dell'Aeronautica greca

Il Link 16 è utilizzato da tutti i paesi della NATO, ma anche dall'Arabia Saudita, dall'Australia, dalla Corea del Sud, dalla Finlandia, dal Giappone, da Singapore, dalla Svezia, dalla Svizzera e da Taiwan. Bulgaria, Lituania e Romania avrebbero dovuto ricevere i loro primi terminali MIDS all'inizio del 2012.
Possedendo aerei AWACS, la Francia e il Regno Unito sono le nazioni che hanno un ruolo importante nella componente AIR (“aerea”) della NATO. A questi due paesi si è unita la Grecia nella primavera del 2009, con la messa in funzione di 4 Embraer R-99, aerei derivati dall’Embraer ERJ-145, con cui è stata dimostrata l'interoperabilità con l’F-16 ed il Dassault Rafale.
Un totale di quattro aerei Boeing 737 AEW&C Peace Eagle sono stati ordinati dall’aeronautica turca, con l’opzione per due ulteriori aerei. Il 4 giugno 2008, le industrie aerospaziali turche hanno completato la modifica del secondo Peace Eagle.
Nel dicembre 2009, l'Australia ha ricevuto il suo primo Boeing 737 AEW&C Wedgetail. Alla fine la RAAF riceverà 6 di questi velivoli.
Il Marocco dovrebbe aderire al club chiuso degli utenti del Link 16 nel quadro dell’acquisto di 24 F-16 Block 50/52.
Dal 2006, gli Stati Uniti proteggono lo spazio aereo dell’Islanda mediante l’Iceland Air Defence System. 4 stazioni radar situate a Miðnesheiði, Bolafjall, Stokksnes (situato vicino a Vestrahorn) e Gunnólfsvíkurfja collegati in JREAP/C al CRC che si trova a Keflavik, implementano il Link 16.
La Norvegia ha sviluppato il sistema NORwegian Ground Infrastructure for Link 16 - NORGIL ("Infrastruttura norvegese terrestre per il Link 16"), che consente la copertura dell'intero paese con una rete Link 16, i cui terminali MIDS sono collegati a una rete JREAP/C.

### Consorzio delle nazioni interessate al Link 16
A fine 2012, oltre alla NATO, ben 39 Paesi risultavano aderenti al consorzio MNWG - MultiNational Working Group ("Gruppo di lavoro multinazionale") che riunisce le nazioni che impiegano il Link 16, o che sono interessate a farlo.

## Piattaforme dotate di Link 16
Alcune delle piattaforme che utilizzano la rete Link 16 sono le seguenti:

### Aerei ed elicotteri
- AH-64E Guardian
- P-3C Orion
- P-8A Poseidon
- B-1B Lancer
- C-130J (Australia, Italia)
- F-15 Eagle
- F-16 Fighting Falcon
- F/A-18 Hornet e Super Hornet
- F-35 Lightning II
- Eurofighter Typhoon
- Dassault Rafale
- Dassault Mirage 2000 e 2000D
- Saab JAS 39 Gripen
- Panavia Tornado
- E-2C Hawkeye
- E-3 Sentry

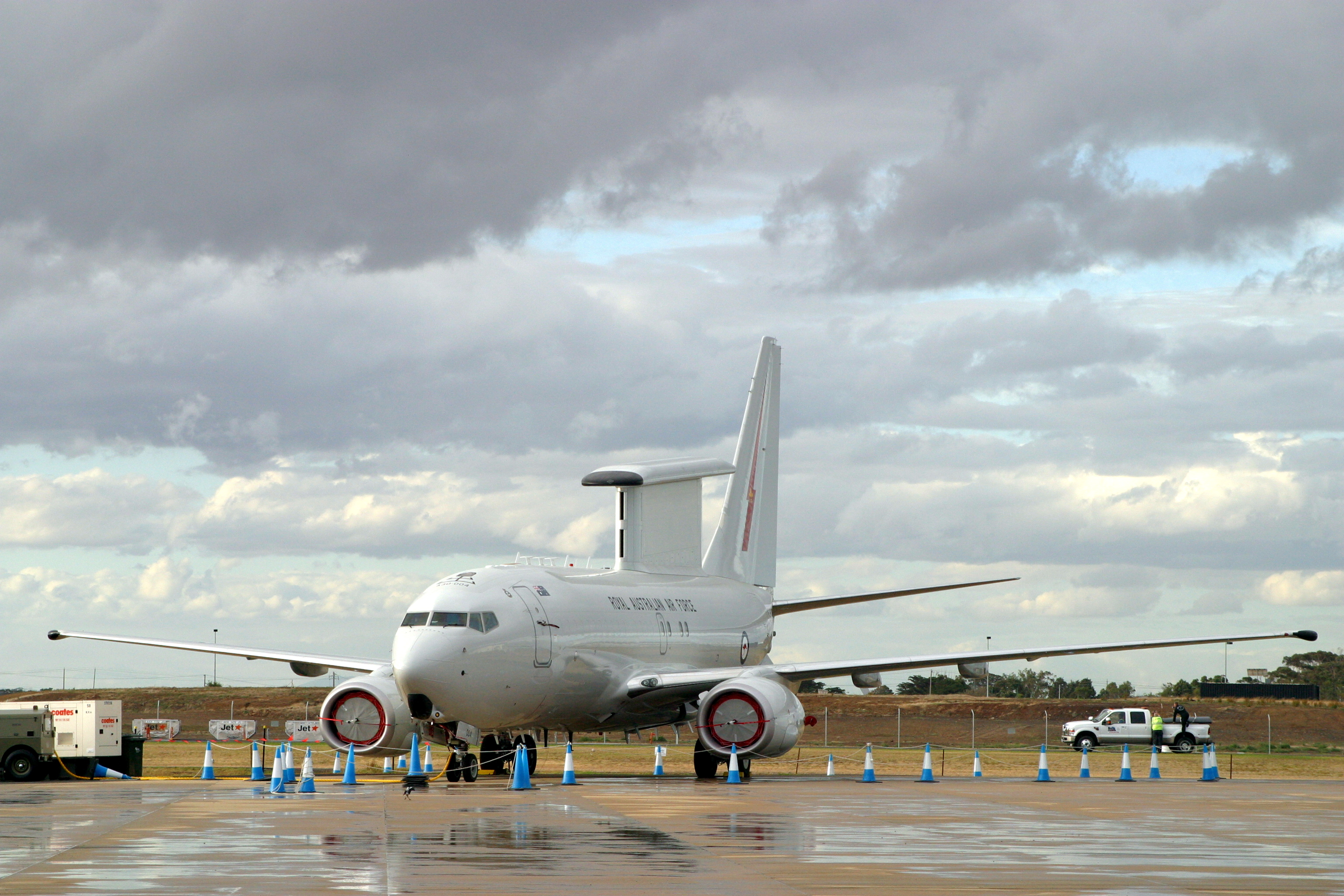
Boeing 737 AEW&C Wedgetail della Royal Australian Air Force.

- MH-60S/R NavalHawk serie di elicotteri navali
- E-8 Joint STARS
- EA-6B Prowler
- EA-18G Growler
- EP-3E
- Boeing RC-135 Rivet Joint
- Boeing 737 AEW&C Peace Eagle (Turchia)
- Boeing 737 AEW&C Wedgetail (Australia)
- Saab 340 AEW&C
- ATR 72MP
- Embraer R-99 (Grecia) aereo Airborne Early Warning & Control
- Sea King Mk 7 ASaC
- EH-101

### Navi
- Carrier Battle Group della US Navy
- Portaerei francese Charles de Gaulle
- Portaerei italiane Cavour e Giuseppe Garibaldi
- Navi della Royal Navy britannica
- Fregate canadesi, australiane, francesi, italiane, spagnole, danesi, norvegesi, olandesi e tedesche
- Corvette svedesi classe Visby
- Navi classe Akizuki della Forza di Autodifesa Marittima giapponese
- Progetto della classe MILGEM per la marina turca[90]

### Veicoli terrestri
- VESTA (Verifiëren, Evalueren, Simuleren, Trainen en Analyseren) - furgone olandese con traliccio radio usato per addestramento[91]

### Sistemi missilistici
- Arrow
- Patriot ICC and Battery Command Post (BCP)
- THAAD
- SHORAD - Short Range Air Defense ("sistema antiaereo a corto raggio")
- JTAGS - Joint Tactical Ground Station ("stazione tattica unificata di terra")
- NASAMS - (Norwegian Advanced Surface to Air Missile System) ("sistema missilistico terra-aria norvegese avanzato")
- JLENS - Joint Land Attack/Cruise Missile Defense Elevated Netted Sensors ("sensori interconnessi elevati di difesa antimissile" - su palloni aerostatici)

### Sistemi d'arma controllati da remoto
- SDB II (GBU-53/B Small Diameter Bomb II), bomba aerea guidata di precisione, USA
- JSOW-C1 (AGM-154 Joint Stand-Off Weapon), bomba aerea guidata a lunga gittata, USA

### Comando e Controllo
- Joint Data Network, rete interconnessa di sistemi antiaerei/antimissile e C3 basati su JTIDS, USA

L'US Army sta integrando il Link 16 in elementi di comando e controllo selezionati della sua flotta di UH-60 Black Hawk, e intende perseguire l’integrazione per gli AH-64 Apache ed altre piattaforme aeronautiche.
L'USAF aggiungerà il Link 16 ai suoi bombardieri B-1 e B-52 con il sistema Common Link Integration Processing - CLIP “integrazione di elaborazione su link comune*
. Un'eccezione importante è l'F-22 Raptor che può solo ricevere ma non trasmettere i dati sul Link 16 perché, secondo l'Air Force, la trasmissione di dati potrebbe rivelare la sua posizione.

## Link J-over-IP
Per essere trasmessi su reti basate sui protocolli TCP/IP, i messaggi Link 16 contenenti i dati della serie J sono incapsulati in un messaggio compatibile con il protocollo Internet. Questa capacità, chiamata JRE 11 (Joint Range Extension – “Estensione del range unificato”), è definita da uno standard statunitense (Joint Range Extension Applications Protocol (JREAP) C - “Protocollo applictivo di estensione del range unificato di tipo C”) o MIL-STD 3011. Il protocollo JRE consuma moltissimo in termini di utilizzo della larghezza di banda.
Lo scopo del Link J-over-IP è:
- ottimizzare la larghezza di banda, utilizzando pacchetti adattati alle reti IP terrestri
- evitare la ripetizione di contenuti utili per l'uso ottimizzato delle forme d'onda IP, alcune delle quali sono ancora in fase di sviluppo[96][97]

Questa ottimizzazione evita in particolare la ripetizione dei contenuti utili trasmettendo in un unico messaggio tutte le informazioni che in Link 16 richiedono la trasmissione di più messaggi di fino a tre parole ciascuno, nella configurazione più sicura.
- Ogni messaggio Link 16 contiene necessariamente un'intestazione (header) ed una data word iniziale, che sono seguite da word di estensione o word complementari[5][98]. Infatti, l'intestazione è legata al timeslot, ed è unica e comune a tutti i messaggi trasmessi nel timeslot. L'intestazione contiene in particolare il Track Number (TN) dell'unità all'origine dei messaggi contenuti nel timeslot.
- Poiché tutti i dati associati a una traccia possono richiedere fino a nove parole da trasmettere, la trasmissione di tutte le informazioni può richiedere una successione di cinque messaggi di tre parole ciascuno contenente l'intestazione e la word originale. Ciò si traduce in cinque ripetizioni identiche della word iniziale e dell'intestazione del messaggio, che nel contesto del JRE risulta essere costoso in termini di larghezza di banda, più precisamente in termini di bit rate.

## Sviluppi del Link 16
Il Link 16 ha lo scopo di far progredire i Data Link tattici (TDL) come standard NATO per lo scambio di informazioni su datalink. Le apparecchiature di Link 16 si trovano in piattaforme aeree, terrestri, aeree e di difesa aerea ed avanzati aerei da combattimento. L'industria degli Stati Uniti sta ora sviluppando un nuovo apparato radio MIDS-JTRS di tipo Link 16, compatibile con SCA, che attualmente prevede di implementare nove diverse forme d'onda tattiche, incluso il link 16.
Il programma MIDS, che gestisce lo sviluppo della componente di comunicazione per Link 16, è gestito dall'International Program Office situato a San Diego, in California. Negli Stati Uniti, il comando principale dell'Air Force per lo standard MIL-STD-6016, i piani e i requisiti è l'Air Force Global Cyberspace Integration Center di Langley AFB, con l'esecuzione del programma JTIDS gestito dalla 653d Electronic Systems Wing di Hanscom AFB vicino a Boston, Massachusetts. Il custode della gestione della configurazione standard MIL-STD-6016 è la Defense Information Systems Agency.